# Campeonato Mundial de Handebol Masculino de 2021
O Campeonato Mundial de Andebol (português europeu) ou Handebol (português brasileiro) Masculino de 2021 foi a 27ª edição deste evento, promovido pela Federação Internacional de Handebol. Com sede no Egito, entre 13 e 31 de janeiro de 2021.
Este foi o primeiro Campeonato de Handebol com 32 equipes em vez de 24. Sendo pela terceira vez o campeonato realizado no continente da África, o segundo no Egito e o primeiro a ser realizado fora da Europa desde 2015. A Dinamarca é a atual campeã após vencer pela primeira vez em 2019.

## Candidaturas
Sete nações inicialmente expressaram interesse em sediar o torneio:
- Egito
- França
- Hungria
- Polónia
- Eslováquia
- Suécia
- Suíça

No entanto, até a fase de escolha expirar em 15 de abril de 2015, apenas três países entraram com documentos para ser sede deste evento:
- Egito
- Hungria
- Polónia

A decisão estava agendada para 4 de junho de 2015, mas o Congresso foi transferido para 6 de novembro de 2015. O Egito foi escolhido como anfitrião.

## Formato
O novo formato terá 32 seleções divididas em oito grupos de quatro times cada. Os três primeiros de cada grupo irão para a segunda fase, enquanto os times classificados em último em seus grupos da rodada preliminar jogam a Copa do Presidente. As 24 equipes classificadas na primeira fase são divididas em quatro grupos de seis equipes cada. As duas primeiras equipes de cada grupo avançam para as quartas de final, com os vencedores disputando a semifinal e final.

## Sedes
A seguir está todos os locais e cidades-sede que serão usados.
| Cairo                     | Cairo                     | Capital Administrativa         | Capital Administrativa         |
| ------------------------- | ------------------------- | ------------------------------ | ------------------------------ |
| Cairo Stadium Sports Hall | Cairo Stadium Sports Hall | New Capital Sports Hall        | New Capital Sports Hall        |
| Capacidade: 17.000        | Capacidade: 17.000        | Capacidade: 7.500              | Capacidade: 7.500              |
|                           |                           |                                |                                |
| Alexandria                | Alexandria                | Giza                           | Giza                           |
| Borg El Arab Sports Hall  | Borg El Arab Sports Hall  | Dr Hassan Moustafa Sports Hall | Dr Hassan Moustafa Sports Hall |
| Capacidade: 5.000         | Capacidade: 5.000         | Capacidade: 4.500              | Capacidade: 4.500              |
|                           |                           |                                |                                |

## Qualificação
| Competição                                        | Datas                    | Sedes                      | Vagas    | Qualificados |
| ------------------------------------------------- | ------------------------ | -------------------------- | -------- | --- |
| País-Sede                                         | 6 de Novembro de 2015    | Sochi                      | 1        | Egito |
| Campeonato Mundial de Handebol Masculino de 2017  | 10–27 de janeiro de 2019 | Dinamarca · Alemanha       | 1        | Dinamarca |
| Campeonato Europeu de Handebol Masculino de 2020  | 9–26 de janeiro de 2020  | Áustria · Noruega · Suécia | 3        | Croácia · Noruega · Espanha |
| Campeonato Africano de Handebol Masculino de 2020 | 16–26 de janeiro de 2020 | Tunísia                    | 6        | Argélia · Angola · Cabo Verde · República Democrática do Congo · Marrocos · Tunísia                                                                                  |
| Campeonato Asiático de Handebol Masculino de 2020 | 16–27 de janeiro de 2020 | Kuwait City                | 4[1]     | Bahrein · Japão · Catar · Coreia do Sul |
| Campeonato Pan-Americano de 2020                  | 21–25 de janeiro de 2020 | Maringá                    | 3        | Argentina · Brasil · Uruguai |
| Campeonato Nor.Ca. de 2020                        | (cancelado)[2]           | Cidade do México           | 1        | Estados Unidos |
| Repescagem América do Sul e Central 2020          | (cancelado)[2]           | Uruguai                    | 1        | Chile |
| Repescagem Europeia                               | (cancelado)[3]           | Várias                     | 10[3]    | Áustria · Bielorrússia · Chéquia · França · Alemanha · Hungria · Islândia · Portugal · Eslovênia · Suécia · Macedônia do Norte (substituição) · Suíça (substituição) |
| Wild card                                         | 9 de julho de 2020       | —                          | 1 + 1[1] | Polônia · Rússia[9] |

↑ 1. Como os países da Oceania (Austrália ou Nova Zelândia) participantes do Campeonato Asiático não terminaram entre os cinco primeiros, eles não se classificaram para o Campeonato Mundial. Como ficaram em sexto lugar ou menos, o lugar foi transferido para o wild card.

↑ 2. Devido à pandemia COVID-19, os torneios de qualificação da América do Sul e do Norte foram cancelados.

↑ 3. Como a qualificação europeia foi cancelada, a classificação final do Campeonato Europeu de Handebol Masculino de 2020 foi usada para determinar os participantes.

↑ 4. Em 9 de dezembro de 2019, a World Anti-Doping Agency (WADA) baniu a Rússia de todos os esportes internacionais por um período de quatro anos, depois que o governo russo foi descoberto por ter adulterado dados de laboratório que forneceu à WADA em janeiro 2019 como uma condição para a Agência Antidopagem Russa ser reintegrada. Como resultado da proibição, a WADA planeja permitir que atletas individuais russos possam competir sob uma bandeira neutra nos Jogos Olímpicos de Verão de 2020, como aconteceu nos Jogos Olímpicos de Inverno de 2018, mas não será permitido competir em esportes coletivos.

### Histórico dos Classificados
| País                           | Qualificado como                                       | Qualificado em         | Participações anteriores1, 2 |
| ------------------------------ | ------------------------------------------------------ | ---------------------- | --- |
| Egito                          | Sede                                                   | 6 de Novembro de 2015  | 15 (1964, 1993, 1995, 1997,1999, 2001, 2003, 2005, 2007, 2009, 2011, 2013, 2015, 2017, 2019)                                                               |
| Dinamarca                      | Campeão                                                | 27 de Janeiro de 2019  | 23 (1938, 1954, 1958, 1961, 1964, 1967, 1970, 1974, 1978, 1982, 1986, 1993, 1995, 1999, 2003, 2005, 2007, 2009, 2011, 2013, 2015, 2017, 2019)              |
| Angola                         | Campeonato Africano de Handebol Masculino de 2020      | 20 de Janeiro de 2020  | 4 (2005, 2007, 2017, 2019) |
| Argélia                        | Campeonato Africano de Handebol Masculino de 2020      | 20 de Janeiro de 2020  | 14 (1974, 1982, 1986, 1990, 1995, 1997, 1999, 2001, 2003, 2005, 2009, 2011, 2013, 2015)                                                                    |
| Tunísia                        | Campeonato Africano de Handebol Masculino de 2020      | 20 de Janeiro de 2020  | 14 (1967, 1995, 1997, 1999, 2001, 2003, 2005, 2007, 2009, 2011, 2013, 2015, 2017, 2019)                                                                    |
| Catar                          | Campeonato Asiático de Handebol Masculino de 2020      | 21 de Janeiro de 2020  | 7 (2013, 2005, 2007, 2013, 2015, 2017, 2019) |
| Japão                          | Campeonato Asiático de Handebol Masculino de 2020      | 23 de Janeiro de 2020  | 14 (1961, 1964, 1967, 1970, 1974, 1978, 1982, 1990, 1995, 1997, 2005, 2011, 2017, 2019)                                                                    |
| Bahrein                        | Campeonato Asiático de Handebol Masculino de 2020      | 23 Janeiro 2020        | 3 (2011, 2017, 2019) |
| Coreia do Sul                  | Campeonato Asiático de Handebol Masculino de 2020      | 23 de Janeiro de 2020  | 11 (1986, 1990, 1993, 1995, 1997, 1999, 2001, 2007, 2009, 2011, 2013, 20193)                                                                               |
| Argentina                      | Campeonato Pan-Americano de Handebol Masculino de 2020 | 23 de Janeiro de 2020  | 12 (1997, 1999, 2001, 2003, 2005, 2007, 2009, 2011, 2013, 2015, 2017, 2019)                                                                                |
| Brasil                         | Campeonato Pan-Americano de Handebol Masculino de 2020 | 23 de Janeiro de 2020  | 14 (1958, 1995, 1997, 1999, 2001, 2003, 2005, 2007, 2009, 2011, 2013, 2015, 2017, 2019)                                                                    |
| Croácia                        | Campeonato Europeu de Handebol Masculino de 2020       | 24 de Janeiro de 2020  | 13 (1995, 1997, 1999, 2001, 2003, 2005, 2007, 2009, 2011, 2013, 2015, 2017, 2019)                                                                          |
| Espanha                        | Campeonato Europeu de Handebol Masculino de 2020       | 24 de Janeiro de 2020  | 20 (1958, 1974, 1978, 1982, 1986, 1990, 1993, 1995, 1997, 1999, 2001, 2003, 2005, 2007, 2009, 2011, 2013, 2015, 2017, 2019)                                |
| Cabo Verde                     | Campeonato Africano de Handebol Masculino de 2020      | 24 de Janeiro de 2020  | 0 (estreante) |
| Marrocos                       | Campeonato Africano de Handebol Masculino de 2020      | 24 de Janeiro de 2020  | 6 (1995, 1997, 1999, 2001, 2003, 2007) |
| Noruega                        | Campeonato Europeu de Handebol Masculino de 2020       | 25 de Janeiro de 2020  | 15 (1958, 1961, 1964, 1967, 1970, 1993, 1997, 1999, 2001, 2005, 2007, 2009, 2011, 2017, 2019)                                                              |
| Uruguai                        | Campeonato Pan-Americano de Handebol Masculino de 2020 | 25 de Janeiro de 2020  | 0 (estreante) |
| República Democrática do Congo | Campeonato Africano de Handebol Masculino de 2020      | 26 de Janeiro de 2020  | 0 (estreante) |
| Áustria                        | Campeonato Europeu de Handebol Masculino de 2020       | 24 de Abril de 2020    | 6 (1938, 1958, 1993, 2011, 2015, 2019) |
| Bielorrússia                   | Campeonato Europeu de Handebol Masculino de 2020       | 24 de Abril de 2020    | 4 (1995, 2013, 2015, 2017) |
| Chéquia3                       | Campeonato Europeu de Handebol Masculino de 2020       | 24 Abril 2020          | 6 (1995, 1997, 2001, 2005, 2007, 2015) |
| França                         | Campeonato Europeu de Handebol Masculino de 2020       | 24 de Abril de 2020    | 22 (1954, 1958, 1961, 1964, 1967, 1970, 1978, 1990, 1993, 1995, 1997, 1999, 2001, 2003, 2005, 2007, 2009, 2011, 2013, 2015, 2017, 2019)                    |
| Alemanha                       | Campeonato Europeu de Handebol Masculino de 2020       | 24 de Abril de 2020    | 25 (1938, 1954, 1958, 1961, 1964, 1967, 1970, 1974, 1978, 1982, 1986, 19903, 1993, 1995, 1999, 2001, 2003, 2005, 2007, 2009, 2011, 2013, 2015, 2017, 2019) |
| Hungria                        | Campeonato Europeu de Handebol Masculino de 2020       | 24 de Abril de 2020    | 20 (1958, 1964, 1967, 1970, 1974, 1978, 1982, 1986, 1990, 1993, 1995, 1997, 1999, 2003, 2007, 2009, 2011, 2013, 2017, 2019)                                |
| Islândia                       | Campeonato Europeu de Handebol Masculino de 2020       | 24 de Abril de 2020    | 20 (1958, 1961, 1964, 1970, 1974, 1978, 1986, 1990, 1993, 1995, 1997, 2001, 2003, 2005, 2007, 2011, 2013, 2015, 2017, 2019)                                |
| Portugal                       | Campeonato Europeu de Handebol Masculino de 2020       | 24 de Abril de 2020    | 3 (1997, 2001, 2003) |
| Eslovênia                      | Campeonato Europeu de Handebol Masculino de 2020       | 24 de Abril de 2020    | 8 (1995, 2001, 2003, 2005, 2007, 2013, 2015, 2017) |
| Suécia                         | Campeonato Europeu de Handebol Masculino de 2020       | 24 de Abril de 2020    | 24 (1938, 1954, 1958, 1961, 1964, 1967, 1970, 1974, 1978, 1982, 1986, 1990, 1993, 1995, 1997, 1999, 2001, 2003, 2005, 2009, 2011, 2015, 2017, 2019)        |
| Polônia                        | Wildcard                                               | 9 de Julho de 2020     | 15 (1958, 1967, 1970, 1974, 1978, 1982, 1986, 1990, 2003, 2007, 2009, 2011, 2013, 2015, 2017)                                                              |
| Rússia                         | Wildcard                                               | 9 de Julho de 2020     | 13 (1993, 1995, 1997, 1999, 2001, 2003, 2005, 2007, 2009, 2013, 2015, 2017, 2019)                                                                          |
| Estados Unidos4                | América do Norte e Caribe                              | 2 de Novembro de 2020  | 6 (1964, 1970, 1974, 1993, 1995, 2001) |
| Chile                          | Repescagem América do Sul e Central                    | 10 de Novembro de 2020 | 5 (2011, 2013, 2015, 2017, 2019) |
| Macedônia do Norte4            | Substituição                                           | 12 de Janeiro de 2021  | 6 (1999, 2009, 2013, 2015, 2017, 2019) |
| Suíça5                         | Substituição                                           | 12 de Janeiro de 2021  | 10 (1954, 1961, 1964, 1967, 1970, 1982, 1986, 1990, 1993, 1995)                                                                                            |

1 Negrito indica o campeão do referido ano
2 Itálico indica país sede do referido campeonato
3 Em 12 de janeiro, a Federação Internacional de Handebol anunciou que a República Tcheca se retirou do torneio devido ao grande número de jogadores infectados com COVID-19. A Macedônia do Norte os substituiu.
4 Em 12 de janeiro, a Federação Internacional de Handebol anunciou que os Estados Unidos se retiraram do torneio devido ao grande número de jogadores infectados com COVID-19. A Suíça os substituiu.

## Sorteio
O sorteio ocorreu em 05 de setembro de 2020 no Cairo, capital do Egito.

### Potes
Os potes e o formato do sorteio foram anunciados em 23 de julho de 2020.
| Pot 1                                                                              | Pot 2                                                                            | Pot 3                                                                                                  | Pot 4 |
| ---------------------------------------------------------------------------------- | -------------------------------------------------------------------------------- | --- | --- |
| Dinamarca · Espanha · Croácia · Noruega · Eslovênia · Alemanha · Portugal · Suécia | Egito · Argentina · Áustria · Hungria · Tunísia · Argélia · Catar · Bielorrússia | Islândia · Brasil · Uruguai · Chéquia · França · Coreia do Sul1 · Japão · Bahrein · Macedônia do Norte | Angola · Cabo Verde · Marrocos · Chile · República Democrática do Congo · Polônia · Estados Unidos · Rússia · Suíça |

## Árbitros
Os pares de árbitros foram selecionados em 4 de janeiro de 2021.
| Árbitros  | Árbitros                                |
| --------- | --------------------------------------- |
| Argélia   | Youcef Belkhiri Sid Ali Hamidi          |
| Argentina | Julian Lopez Grillo Sebastián Lenci     |
| Croácia   | Matija Gubica Boris Milošević           |
| Chéquia   | Václav Horáček Jiří Novotný             |
| Dinamarca | Mads Hansen Jesper Madsen               |
| Egito     | Alaa Emam Hossam Hedaia                 |
| França    | Charlotte Bonaventura Julie Bonaventura |

| Árbitros           | Árbitros                                  |
| ------------------ | ----------------------------------------- |
| França             | Karim Gasmi Raouf Gasmi                   |
| Alemanha           | Robert Schulze Tobias Tönnies             |
| Irão               | Majid Kolahdouzan Alireza Mousaviannazhad |
| Macedônia do Norte | Gjorgji Nachevski Slave Nikolov           |
| Montenegro         | Ivan Pavićević Miloš Ražnatović           |
| Noruega            | Håvard Kleven Lars Jørum                  |

| Árbitros  | Árbitros                      |
| --------- | ----------------------------- |
| Portugal  | Duarte Santos Ricardo Fonseca |
| Eslovênia | Bojan Lah David Sok           |
| Espanha   | Óscar López Ángel Ramírez     |
| Espanha   | Ignacio García Andreu Marín   |
| Suíça     | Arthur Brunner Morad Salah    |
| Tunísia   | Samir Krichen Samir Makhlouf  |

## Fase preliminar
Todos as partidas estão no fuso oficial de Brasilia.
|  | Qualificadas para a Fase Principal da competição |
|  | Disputam os jogos da Copa do Presidente          |

Critérios de desempate: 1) pontos; 2) confronto direto; 3) diferença de gols no confronto direto; 4) número de gols feitos no confronto direto; 5) diferença de gols.

### Grupo A
| Pos | Equipe     | Pts | J | V | E | D | GP  | GC | SG  |
| --- | ---------- | --- | - | - | - | - | --- | -- | --- |
| 1   | Hungria    | 6   | 3 | 3 | 0 | 0 | 107 | 73 | +34 |
| 2   | Alemanha   | 4   | 3 | 2 | 0 | 1 | 81  | 43 | +38 |
| 3   | Uruguai    | 2   | 3 | 1 | 0 | 2 | 42  | 87 | −45 |
| 4   | Cabo Verde | 0   | 3 | 0 | 0 | 3 | 27  | 54 | −27 |

| 15 de Janeiro de 2021 14:00 | Alemanha    | 43-14     | Uruguai      | Dr Hassan Moustafa Sports Hall, Giza Árbitros: Julian Lopez Grillo, Sebastian Lenci |
| 15 de Janeiro de 2021 14:00 | Kastening 9 | (16-4)    | Morandeira 4 | Dr Hassan Moustafa Sports Hall, Giza Árbitros: Julian Lopez Grillo, Sebastian Lenci |
| 15 de Janeiro de 2021 14:00 | 4×          | Relatório | 2× 1×        | Dr Hassan Moustafa Sports Hall, Giza Árbitros: Julian Lopez Grillo, Sebastian Lenci |

| 15 de Janeiro de 2021 16:30 | Hungria  | 34-27     | Cabo Verde | Dr Hassan Moustafa Sports Hall, Giza Árbitros: Alaa Emam, Hossam Hedaia |
| 15 de Janeiro de 2021 16:30 | Ancsin 7 | (19-14)   | Semedo 6   | Dr Hassan Moustafa Sports Hall, Giza Árbitros: Alaa Emam, Hossam Hedaia |
| 15 de Janeiro de 2021 16:30 | 6× 1×    | Relatório | 4× 1×      | Dr Hassan Moustafa Sports Hall, Giza Árbitros: Alaa Emam, Hossam Hedaia |

| 17 de Janeiro de 2021 14:00 | Cabo Verde | 0-10 | Alemanha | Dr Hassan Moustafa Sports Hall, Giza |
| 17 de Janeiro de 2021 14:00 |            |      |          | Dr Hassan Moustafa Sports Hall, Giza |
| 17 de Janeiro de 2021 14:00 |            |      |          | Dr Hassan Moustafa Sports Hall, Giza |

| 17 de Janeiro de 2021 16:30 | Hungria | 44-18     | Uruguai      | Dr Hassan Moustafa Sports Hall, Giza Árbitros: Majid Kolahdouzan, Alireza Mousaviannazhad |
| 17 de Janeiro de 2021 16:30 | Máthé 8 | (16-8)    | Morandeira 4 | Dr Hassan Moustafa Sports Hall, Giza Árbitros: Majid Kolahdouzan, Alireza Mousaviannazhad |
| 17 de Janeiro de 2021 16:30 | 3× 2×   | Relatório | 2×           | Dr Hassan Moustafa Sports Hall, Giza Árbitros: Majid Kolahdouzan, Alireza Mousaviannazhad |

| 19 de Janeiro de 2021 14:00 | Uruguai | 10-0 | Cabo Verde | Dr Hassan Moustafa Sports Hall, Giza |
| 19 de Janeiro de 2021 14:00 |         |      |            | Dr Hassan Moustafa Sports Hall, Giza |
| 19 de Janeiro de 2021 14:00 |         |      |            | Dr Hassan Moustafa Sports Hall, Giza |

| 19 de Janeiro de 2021 16:30 | Alemanha   | 28-29     | Hungria          | Dr Hassan Moustafa Sports Hall, Giza Árbitros: Matija Gubica, Boris Milošević |
| 19 de Janeiro de 2021 16:30 | Schiller 7 | (14-15)   | Bánhidi, Máthé 8 | Dr Hassan Moustafa Sports Hall, Giza Árbitros: Matija Gubica, Boris Milošević |
| 19 de Janeiro de 2021 16:30 | 7×         | Relatório | 7× 1×            | Dr Hassan Moustafa Sports Hall, Giza Árbitros: Matija Gubica, Boris Milošević |

### Grupo B
| Pos | Equipe  | Pts | J | V | E | D | GP | GC | SG  |
| --- | ------- | --- | - | - | - | - | -- | -- | --- |
| 1   | Espanha | 5   | 3 | 2 | 1 | 0 | 92 | 85 | +7  |
| 2   | Polônia | 4   | 3 | 2 | 0 | 1 | 89 | 78 | +11 |
| 3   | Brasil  | 2   | 3 | 0 | 2 | 1 | 84 | 94 | −10 |
| 4   | Tunísia | 1   | 3 | 0 | 1 | 2 | 90 | 98 | −8  |

| 15 de Janeiro de 2021 14:00 | Espanha                 | 29-29     | Brasil             | New Capital Sports Hall, Nova Capital Administrativa Árbitros: Ivan Pavićević, Milos Ražnatović |
| 15 de Janeiro de 2021 14:00 | Solé, Pérez, Canellas 4 | (16-13)   | Rogério, Langaro 6 | New Capital Sports Hall, Nova Capital Administrativa Árbitros: Ivan Pavićević, Milos Ražnatović |
| 15 de Janeiro de 2021 14:00 | 4×                      | Relatório | 6× 1×              | New Capital Sports Hall, Nova Capital Administrativa Árbitros: Ivan Pavićević, Milos Ražnatović |

| 15 de Janeiro de 2021 16:30 | Tunísia | 28-30     | Polônia   | New Capital Sports Hall, Nova Capital Administrativa Árbitros: Nachevski, Slave Nikolov |
| 15 de Janeiro de 2021 16:30 | Sanaï 9 | (17-17)   | Moryto 11 | New Capital Sports Hall, Nova Capital Administrativa Árbitros: Nachevski, Slave Nikolov |
| 15 de Janeiro de 2021 16:30 | 5× 2×   | Relatório | 6× 2×     | New Capital Sports Hall, Nova Capital Administrativa Árbitros: Nachevski, Slave Nikolov |

| 17 de Janeiro de 2021 14:00 | Tunísia   | 32-32     | Brasil               | New Capital Sports Hall, Nova Capital Administrativa Árbitros: Mads Hansen, Jesper Madsen |
| 17 de Janeiro de 2021 14:00 | Darmoul 9 | (20-16)   | Hackbarth, Langaro 6 | New Capital Sports Hall, Nova Capital Administrativa Árbitros: Mads Hansen, Jesper Madsen |
| 17 de Janeiro de 2021 14:00 | 6× 2×     | Relatório | 4×                   | New Capital Sports Hall, Nova Capital Administrativa Árbitros: Mads Hansen, Jesper Madsen |

| 17 de Janeiro de 2021 16:30 | Polônia | 26-27     | Espanha                            | New Capital Sports Hall, Nova Capital Administrativa Árbitros: Vaclav Horáček, Jiri Novotný |
| 17 de Janeiro de 2021 16:30 | Sićko 6 | (11-14)   | Pérez, Entrerríos, D. Dujshebaev 5 | New Capital Sports Hall, Nova Capital Administrativa Árbitros: Vaclav Horáček, Jiri Novotný |
| 17 de Janeiro de 2021 16:30 | 6× 1×   | Relatório | 2× 1×                              | New Capital Sports Hall, Nova Capital Administrativa Árbitros: Vaclav Horáček, Jiri Novotný |

| 19 de Janeiro de 2021 14:00 | Espanha  | 36-30     | Tunísia   | New Capital Sports Hall, Nova Capital Administrativa Árbitros: Mads Hansen, Jesper Madsen |
| 19 de Janeiro de 2021 14:00 | Pérez 10 | (17-14)   | Darmoul 8 | New Capital Sports Hall, Nova Capital Administrativa Árbitros: Mads Hansen, Jesper Madsen |
| 19 de Janeiro de 2021 14:00 | 5×       | Relatório | 3× 1×     | New Capital Sports Hall, Nova Capital Administrativa Árbitros: Mads Hansen, Jesper Madsen |

| 19 de Janeiro de 2021 16:30 | Brasil    | 23-33     | Polônia         | New Capital Sports Hall, Nova Capital Administrativa Árbitros: Ivan Pavićević, Milos Ražnatović |
| 19 de Janeiro de 2021 16:30 | Langaro 4 | (11-13)   | Moryto, Sićko 6 | New Capital Sports Hall, Nova Capital Administrativa Árbitros: Ivan Pavićević, Milos Ražnatović |
| 19 de Janeiro de 2021 16:30 | 4× 1×     | Relatório | 4× 1×           | New Capital Sports Hall, Nova Capital Administrativa Árbitros: Ivan Pavićević, Milos Ražnatović |

### Grupo C
| Pos | Equipe  | Pts | J | V | E | D | GP | GC | SG  |
| --- | ------- | --- | - | - | - | - | -- | -- | --- |
| 1   | Croácia | 5   | 3 | 2 | 1 | 0 | 83 | 73 | +10 |
| 2   | Catar   | 4   | 3 | 2 | 0 | 1 | 85 | 80 | +5  |
| 3   | Japão   | 3   | 3 | 1 | 1 | 1 | 88 | 89 | −1  |
| 4   | Angola  | 0   | 3 | 0 | 0 | 3 | 74 | 88 | −14 |

| 15 de Janeiro de 2021 11:30 | Catar    | 30-25     | Angola    | Borg El Arab Sports Hall, Alexandria Árbitros: Ricardo Fonseca, Duarte Santos |
| 15 de Janeiro de 2021 11:30 | Madadi 8 | (14-13)   | Pestana 6 | Borg El Arab Sports Hall, Alexandria Árbitros: Ricardo Fonseca, Duarte Santos |
| 15 de Janeiro de 2021 11:30 | 6× 1×    | Relatório | 4×        | Borg El Arab Sports Hall, Alexandria Árbitros: Ricardo Fonseca, Duarte Santos |

| 15 de Janeiro de 2021 14:00 | Croácia | 29-29     | Japão            | Borg El Arab Sports Hall, Alexandria Árbitros: Samir Krichen, Samir Makhlouf |
| 15 de Janeiro de 2021 14:00 | Maric 7 | (14-17)   | Agarie, Tokuda 5 | Borg El Arab Sports Hall, Alexandria Árbitros: Samir Krichen, Samir Makhlouf |
| 15 de Janeiro de 2021 14:00 | 3× 2×   | Relatório | 3× 2×            | Borg El Arab Sports Hall, Alexandria Árbitros: Samir Krichen, Samir Makhlouf |

| 17 de Janeiro de 2021 11:30 | Catar      | 31-29     | Japão | Borg El Arab Sports Hall, Alexandria Árbitros: Oscar Rauly, Angel Sabroso |
| 17 de Janeiro de 2021 11:30 | Frankis 11 | (15-16)   | Doi 7 | Borg El Arab Sports Hall, Alexandria Árbitros: Oscar Rauly, Angel Sabroso |
| 17 de Janeiro de 2021 11:30 | 3×         | Relatório | 3× 2× | Borg El Arab Sports Hall, Alexandria Árbitros: Oscar Rauly, Angel Sabroso |

| 17 de Janeiro de 2021 14:00 | Angola     | 20-28     | Croácia | Borg El Arab Sports Hall, Alexandria Árbitros: Youcef Belkhiri, Sid Ali Hamidi |
| 17 de Janeiro de 2021 14:00 | Ferreira 4 | (11-12)   | Čupić 6 | Borg El Arab Sports Hall, Alexandria Árbitros: Youcef Belkhiri, Sid Ali Hamidi |
| 17 de Janeiro de 2021 14:00 | 6× 2×      | Relatório | 6× 3×   | Borg El Arab Sports Hall, Alexandria Árbitros: Youcef Belkhiri, Sid Ali Hamidi |

| 19 de Janeiro de 2021 11:30 | Japão      | 30-29     | Angola | Borg El Arab Sports Hall, Alexandria Árbitros: Samir Krichen, Samir Makhlouf |
| 19 de Janeiro de 2021 11:30 | Watanabe 7 | (16-12)   | Tati 6 | Borg El Arab Sports Hall, Alexandria Árbitros: Samir Krichen, Samir Makhlouf |
| 19 de Janeiro de 2021 11:30 | 1×         | Relatório | 5×     | Borg El Arab Sports Hall, Alexandria Árbitros: Samir Krichen, Samir Makhlouf |

| 19 de Janeiro de 2021 14:00 | Croácia  | 26-24     | Catar     | Borg El Arab Sports Hall, Alexandria Árbitros: Gjorgji Nachevski, Slave Nikolov |
| 19 de Janeiro de 2021 14:00 | Štrlek 6 | (13-11)   | Frankis 7 | Borg El Arab Sports Hall, Alexandria Árbitros: Gjorgji Nachevski, Slave Nikolov |
| 19 de Janeiro de 2021 14:00 | 4× 2×    | Relatório | 2× 1×     | Borg El Arab Sports Hall, Alexandria Árbitros: Gjorgji Nachevski, Slave Nikolov |

### Grupo D
| Pos | Equipe                         | Pts | J | V | E | D | GP  | GC  | SG  |
| --- | ------------------------------ | --- | - | - | - | - | --- | --- | --- |
| 1   | Dinamarca                      | 6   | 3 | 3 | 0 | 0 | 104 | 59  | +45 |
| 2   | Argentina                      | 4   | 3 | 2 | 0 | 1 | 72  | 74  | −2  |
| 3   | Bahrein                        | 2   | 3 | 1 | 0 | 2 | 75  | 85  | −10 |
| 4   | República Democrática do Congo | 0   | 3 | 0 | 0 | 3 | 68  | 101 | −33 |

| 15 de Janeiro de 2021 14:00 | Argentina                    | 28-22     | República Democrática do Congo | Cairo Stadium Sports Hall, Cairo Árbitros: Charlotte Bonaventura, Julie Bonaventura |
| 15 de Janeiro de 2021 14:00 | Pizarro, Simonet, Martinez 5 | (13-14)   | Kiangebeni 7                   | Cairo Stadium Sports Hall, Cairo Árbitros: Charlotte Bonaventura, Julie Bonaventura |
| 15 de Janeiro de 2021 14:00 | 4× 1×                        | Relatório | 2×                             | Cairo Stadium Sports Hall, Cairo Árbitros: Charlotte Bonaventura, Julie Bonaventura |

| 15 de Janeiro de 2021 16:30 | Dinamarca | 34-20     | Bahrein | Cairo Stadium Sports Hall, Cairo Árbitros: Arthur Brunner, Morad Salah |
| 15 de Janeiro de 2021 16:30 | Gidsel 10 | (19-10)   | Ahmed 8 | Cairo Stadium Sports Hall, Cairo Árbitros: Arthur Brunner, Morad Salah |
| 15 de Janeiro de 2021 16:30 | 5×        | Relatório | 4× 1×   | Cairo Stadium Sports Hall, Cairo Árbitros: Arthur Brunner, Morad Salah |

| 17 de Janeiro de 2021 14:00 | Argentina | 24-21     | Bahrein | Cairo Stadium Sports Hall, Cairo Árbitros: Robert Schulze, Tobias Tönnies |
| 17 de Janeiro de 2021 14:00 | Pizarro 6 | (12-10)   | Ahmed 5 | Cairo Stadium Sports Hall, Cairo Árbitros: Robert Schulze, Tobias Tönnies |
| 17 de Janeiro de 2021 14:00 | 1×        | Relatório | 6× 2×   | Cairo Stadium Sports Hall, Cairo Árbitros: Robert Schulze, Tobias Tönnies |

| 17 de Janeiro de 2021 16:30 | República Democrática do Congo | 19-39     | Dinamarca | Cairo Stadium Sports Hall, Cairo Árbitros: Arthur Brunner, Morad Salah |
| 17 de Janeiro de 2021 16:30 | Bouity, Mvumbi 4               | (10-23)   | Hansen 8  | Cairo Stadium Sports Hall, Cairo Árbitros: Arthur Brunner, Morad Salah |
| 17 de Janeiro de 2021 16:30 | 3× 1×                          | Relatório | 1×        | Cairo Stadium Sports Hall, Cairo Árbitros: Arthur Brunner, Morad Salah |

| 19 de Janeiro de 2021 14:00 | Bahrein     | 34-27     | República Democrática do Congo | Cairo Stadium Sports Hall, Cairo Árbitros: Lars Jørum, Havard Kleven |
| 19 de Janeiro de 2021 14:00 | Al-Sayyad 9 | (14-12)   | Kiangebeni 6                   | Cairo Stadium Sports Hall, Cairo Árbitros: Lars Jørum, Havard Kleven |
| 19 de Janeiro de 2021 14:00 | 7× 1×       | Relatório | 4× 1×                          | Cairo Stadium Sports Hall, Cairo Árbitros: Lars Jørum, Havard Kleven |

| 19 de Janeiro de 2021 16:30 | Dinamarca   | 31-20     | Argentina       | Cairo Stadium Sports Hall, Cairo Árbitros: Charlotte Bonaventura, Julie Bonaventura |
| 19 de Janeiro de 2021 16:30 | M. Hansen 7 | (15-10)   | Martínez Cami 6 | Cairo Stadium Sports Hall, Cairo Árbitros: Charlotte Bonaventura, Julie Bonaventura |
| 19 de Janeiro de 2021 16:30 | 3× 1×       | Relatório | 6× 3× 1×        | Cairo Stadium Sports Hall, Cairo Árbitros: Charlotte Bonaventura, Julie Bonaventura |

### Grupo E
| Pos | Equipe  | Pts | J | V | E | D | GP | GC  | SG  |
| --- | ------- | --- | - | - | - | - | -- | --- | --- |
| 1   | França  | 6   | 3 | 3 | 0 | 0 | 88 | 76  | +12 |
| 2   | Noruega | 4   | 3 | 2 | 0 | 1 | 93 | 82  | +11 |
| 3   | Suíça   | 2   | 3 | 1 | 0 | 2 | 77 | 81  | −4  |
| 4   | Áustria | 0   | 3 | 0 | 0 | 3 | 82 | 101 | −19 |

A Suíça substituiu os Estados Unidos.
| 14 de Janeiro de 2021 14:00 | Áustria | 25-28     | Suíça    | Dr Hassan Moustafa Sports Hall, Giza Árbitros: Majid Kolahdouzan, Alireza Mousaviannazhad |
| 14 de Janeiro de 2021 14:00 | Weber 7 | (13-13)   | Schmid 7 | Dr Hassan Moustafa Sports Hall, Giza Árbitros: Majid Kolahdouzan, Alireza Mousaviannazhad |
| 14 de Janeiro de 2021 14:00 | 7× 1×   | Relatório | 4× 1×    | Dr Hassan Moustafa Sports Hall, Giza Árbitros: Majid Kolahdouzan, Alireza Mousaviannazhad |

| 14 de Janeiro de 2021 16:30 | Noruega    | 24-28     | França | Dr Hassan Moustafa Sports Hall, Giza Árbitros: Ignacio García, Andreu Marín |
| 14 de Janeiro de 2021 16:30 | Sagosen 10 | (13-13)   | Mahé 9 | Dr Hassan Moustafa Sports Hall, Giza Árbitros: Ignacio García, Andreu Marín |
| 14 de Janeiro de 2021 16:30 | 5×         | Relatório | 5× 2×  | Dr Hassan Moustafa Sports Hall, Giza Árbitros: Ignacio García, Andreu Marín |

| 16 de Janeiro de 2021 14:00 | Áustria  | 28-35     | França                     | Dr Hassan Moustafa Sports Hall, Giza Árbitros: Julian Lopez Grillo, Sebastian Lenci |
| 16 de Janeiro de 2021 14:00 | Wagner 7 | (13-17)   | Guigou, Fabregas, Descat 4 | Dr Hassan Moustafa Sports Hall, Giza Árbitros: Julian Lopez Grillo, Sebastian Lenci |
| 16 de Janeiro de 2021 14:00 | 3×       | Relatório | 4× 1×                      | Dr Hassan Moustafa Sports Hall, Giza Árbitros: Julian Lopez Grillo, Sebastian Lenci |

| 16 de Janeiro de 2021 16:30 | Suíça             | 25-31     | Noruega    | Dr Hassan Moustafa Sports Hall, Giza Árbitros: Matija Gubica, Boris Milošević |
| 16 de Janeiro de 2021 16:30 | Lier, Milosevic 7 | (13-17)   | Sagosen 11 | Dr Hassan Moustafa Sports Hall, Giza Árbitros: Matija Gubica, Boris Milošević |
| 16 de Janeiro de 2021 16:30 | 6× 1×             | Relatório | 3× 1×      | Dr Hassan Moustafa Sports Hall, Giza Árbitros: Matija Gubica, Boris Milošević |

| 18 de Janeiro de 2021 14:00 | França | 25-24     | Suíça     | Dr Hassan Moustafa Sports Hall, Giza Árbitros: Julian Lopez Grillo, Sebastian Lenci |
| 18 de Janeiro de 2021 14:00 | Mahé 7 | (14-14)   | Schmid 10 | Dr Hassan Moustafa Sports Hall, Giza Árbitros: Julian Lopez Grillo, Sebastian Lenci |
| 18 de Janeiro de 2021 14:00 | 3× 1×  | Relatório | 5× 1×     | Dr Hassan Moustafa Sports Hall, Giza Árbitros: Julian Lopez Grillo, Sebastian Lenci |

| 18 de Janeiro de 2021 16:30 | Noruega   | 38-29     | Áustria         | Dr Hassan Moustafa Sports Hall, Giza Árbitros: Ignacio García, Andreu Marín |
| 18 de Janeiro de 2021 16:30 | Sagosen 9 | (20-17)   | Wagner, Weber 6 | Dr Hassan Moustafa Sports Hall, Giza Árbitros: Ignacio García, Andreu Marín |
| 18 de Janeiro de 2021 16:30 | 4× 1×     | Relatório | 4× 1×           | Dr Hassan Moustafa Sports Hall, Giza Árbitros: Ignacio García, Andreu Marín |

### Grupo F
| Pos | Equipe   | Pts | J | V | E | D | GP | GC | SG  |
| --- | -------- | --- | - | - | - | - | -- | -- | --- |
| 1   | Portugal | 6   | 3 | 3 | 0 | 0 | 84 | 62 | +22 |
| 2   | Islândia | 4   | 3 | 2 | 0 | 1 | 93 | 72 | +21 |
| 3   | Argélia  | 2   | 3 | 1 | 0 | 2 | 67 | 88 | −21 |
| 4   | Marrocos | 0   | 3 | 0 | 0 | 3 | 66 | 88 | −22 |

| 14 de Janeiro de 2021 14:00 | Argélia | 24-23     | Marrocos | New Capital Sports Hall, Nova Capital Administrativa Árbitros: Mads Hansen, Jesper Madsen |
| 14 de Janeiro de 2021 14:00 | Ayoub 7 | (8-15)    | Reida 6  | New Capital Sports Hall, Nova Capital Administrativa Árbitros: Mads Hansen, Jesper Madsen |
| 14 de Janeiro de 2021 14:00 | 6×      | Relatório | 9× 1× 3× | New Capital Sports Hall, Nova Capital Administrativa Árbitros: Mads Hansen, Jesper Madsen |

| 14 de Janeiro de 2021 16:30 | Portugal  | 25-23     | Islândia  | New Capital Sports Hall, Nova Capital Administrativa Árbitros: Vaclav Horáček, Jiri Novotný |
| 14 de Janeiro de 2021 16:30 | Martins 6 | (11-10)   | Elísson 6 | New Capital Sports Hall, Nova Capital Administrativa Árbitros: Vaclav Horáček, Jiri Novotný |
| 14 de Janeiro de 2021 16:30 | 3× 2×     | Relatório | 4× 3×     | New Capital Sports Hall, Nova Capital Administrativa Árbitros: Vaclav Horáček, Jiri Novotný |

| 16 de Janeiro de 2021 14:00 | Marrocos    | 20-33     | Portugal  | New Capital Sports Hall, Nova Capital Administrativa Árbitros: Bojan Lah, David Sok |
| 16 de Janeiro de 2021 14:00 | Harchaoui 5 | (12-12)   | Portela 9 | New Capital Sports Hall, Nova Capital Administrativa Árbitros: Bojan Lah, David Sok |
| 16 de Janeiro de 2021 14:00 | 7× 1×       | Relatório | 2×        | New Capital Sports Hall, Nova Capital Administrativa Árbitros: Bojan Lah, David Sok |

| 16 de Janeiro de 2021 16:30 | Argélia | 24-39     | Islândia   | New Capital Sports Hall, Nova Capital Administrativa Árbitros: Mads Hansen, Jesper Madsen |
| 16 de Janeiro de 2021 16:30 | Ayoub 5 | (10-22)   | Elísson 12 | New Capital Sports Hall, Nova Capital Administrativa Árbitros: Mads Hansen, Jesper Madsen |
| 16 de Janeiro de 2021 16:30 | 4× 1×   | Relatório | 4× 1×      | New Capital Sports Hall, Nova Capital Administrativa Árbitros: Mads Hansen, Jesper Madsen |

| 18 de Janeiro de 2021 14:00 | Portugal  | 26-19     | Argélia   | New Capital Sports Hall, Nova Capital Administrativa Árbitros: Ivan Pavićević, Milos Ražnatović |
| 18 de Janeiro de 2021 14:00 | Portela 4 | (14-9)    | Berkous 7 | New Capital Sports Hall, Nova Capital Administrativa Árbitros: Ivan Pavićević, Milos Ražnatović |
| 18 de Janeiro de 2021 14:00 | 6× 1×     | Relatório | 4× 1×     | New Capital Sports Hall, Nova Capital Administrativa Árbitros: Ivan Pavićević, Milos Ražnatović |

| 18 de Janeiro de 2021 16:30 | Islândia                    | 31-23     | Marrocos  | New Capital Sports Hall, Nova Capital Administrativa Árbitros: Vaclav Horáček, Jiri Novotný |
| 18 de Janeiro de 2021 16:30 | Kristjansson, Gudmundsson 6 | (15-10)   | Zaroili 5 | New Capital Sports Hall, Nova Capital Administrativa Árbitros: Vaclav Horáček, Jiri Novotný |
| 18 de Janeiro de 2021 16:30 | 3× 1×                       | Relatório | 4× 1× 2×  | New Capital Sports Hall, Nova Capital Administrativa Árbitros: Vaclav Horáček, Jiri Novotný |

### Grupo G
| Pos | Equipe             | Pts | J | V | E | D | GP | GC  | SG  |
| --- | ------------------ | --- | - | - | - | - | -- | --- | --- |
| 1   | Suécia             | 6   | 3 | 3 | 0 | 0 | 97 | 69  | +28 |
| 2   | Egito (H)          | 4   | 3 | 2 | 0 | 1 | 96 | 72  | +24 |
| 3   | Macedônia do Norte | 2   | 3 | 1 | 0 | 2 | 71 | 99  | −28 |
| 4   | Chile              | 0   | 3 | 0 | 0 | 3 | 84 | 108 | −24 |

A Macedônia do Norte substituiu a República Tcheca.
| 13 de Janeiro de 2021 14:00 | Egito         | 35-29     | Chile     | Cairo Stadium Sports Hall, Cairo Árbitros: Tobias Tönnies, Robert Schulze |
| 13 de Janeiro de 2021 14:00 | Y. El-Deraa 6 | (18-11)   | Salinas 8 | Cairo Stadium Sports Hall, Cairo Árbitros: Tobias Tönnies, Robert Schulze |
| 13 de Janeiro de 2021 14:00 | 7× 2×         | Relatório | 9× 2×     | Cairo Stadium Sports Hall, Cairo Árbitros: Tobias Tönnies, Robert Schulze |

| 14 de Janeiro de 2021 16:30 | Suécia   | 32-20     | Macedônia do Norte | Cairo Stadium Sports Hall, Cairo Árbitros: Lars Jørum, Havard Kleven |
| 14 de Janeiro de 2021 16:30 | Wanne 11 | (16-11)   | Lazarov 5          | Cairo Stadium Sports Hall, Cairo Árbitros: Lars Jørum, Havard Kleven |
| 14 de Janeiro de 2021 16:30 | 4× 2×    | Relatório | 3× 1×              | Cairo Stadium Sports Hall, Cairo Árbitros: Lars Jørum, Havard Kleven |

| 16 de Janeiro de 2021 14:00 | Egito     | 38-19     | Macedônia do Norte             | Cairo Stadium Sports Hall, Cairo Árbitros: Charlotte Bonaventura, Julie Bonaventura |
| 16 de Janeiro de 2021 14:00 | Mamdouh 8 | (20-6)    | Lazarov, Markoski, Peshevski 3 | Cairo Stadium Sports Hall, Cairo Árbitros: Charlotte Bonaventura, Julie Bonaventura |
| 16 de Janeiro de 2021 14:00 | 2×        | Relatório | 5× 1×                          | Cairo Stadium Sports Hall, Cairo Árbitros: Charlotte Bonaventura, Julie Bonaventura |

| 16 de Janeiro de 2021 16:30 | Chile            | 26-41     | Suécia    | Cairo Stadium Sports Hall, Cairo Árbitros: Arthur Brunner, Morad Salah |
| 16 de Janeiro de 2021 16:30 | Er. Feuchtmann 7 | (16-20)   | Pellas 12 | Cairo Stadium Sports Hall, Cairo Árbitros: Arthur Brunner, Morad Salah |
| 16 de Janeiro de 2021 16:30 | 8× 1×            | Relatório | 4× 1×     | Cairo Stadium Sports Hall, Cairo Árbitros: Arthur Brunner, Morad Salah |

| 18 de Janeiro de 2021 11:30 | Macedônia do Norte | 32-29     | Chile                               | Cairo Stadium Sports Hall, Cairo Árbitros: Matija Gubica, Boris Milošević |
| 18 de Janeiro de 2021 11:30 | Lazarov 8          | (16-17)   | Ceballos, Er. Feuchtmann, Salinas 7 | Cairo Stadium Sports Hall, Cairo Árbitros: Matija Gubica, Boris Milošević |
| 18 de Janeiro de 2021 11:30 | 6×                 | Relatório | 5× 1×                               | Cairo Stadium Sports Hall, Cairo Árbitros: Matija Gubica, Boris Milošević |

| 18 de Janeiro de 2021 14:00 | Suécia    | 24-23     | Egito           | Cairo Stadium Sports Hall, Cairo Árbitros: Lars Jørum, Havard Kleven |
| 18 de Janeiro de 2021 14:00 | Persson 8 | (9-12)    | Mohamed Sanad 8 | Cairo Stadium Sports Hall, Cairo Árbitros: Lars Jørum, Havard Kleven |
| 18 de Janeiro de 2021 14:00 | 2× 1×     | Relatório | 3×              | Cairo Stadium Sports Hall, Cairo Árbitros: Lars Jørum, Havard Kleven |

### Grupo H
| Pos | Equipe        | Pts | J | V | E | D | GP  | GC  | SG  |
| --- | ------------- | --- | - | - | - | - | --- | --- | --- |
| 1   | Rússia        | 5   | 3 | 2 | 1 | 0 | 93  | 83  | +10 |
| 2   | Eslovênia     | 4   | 3 | 2 | 0 | 1 | 105 | 85  | +20 |
| 3   | Bielorrússia  | 3   | 3 | 1 | 1 | 1 | 89  | 85  | +4  |
| 4   | Coreia do Sul | 0   | 3 | 0 | 0 | 3 | 79  | 113 | −34 |

| 14 de Janeiro de 2021 11:30 | Bielorrússia | 32-32     | Rússia                       | Borg El Arab Sports Hall, Alexandria Árbitros: Youcef Belkhiri, Sid Ali Hamidi |
| 14 de Janeiro de 2021 11:30 | Vailupau 10  | (15-15)   | Kiselev, Soroka, Kosorotov 6 | Borg El Arab Sports Hall, Alexandria Árbitros: Youcef Belkhiri, Sid Ali Hamidi |
| 14 de Janeiro de 2021 11:30 | 6× 1×        | Relatório | 5× 1×                        | Borg El Arab Sports Hall, Alexandria Árbitros: Youcef Belkhiri, Sid Ali Hamidi |

| 14 de Janeiro de 2021 14:00 | Eslovênia | 51-29     | Coreia do Sul            | Borg El Arab Sports Hall, Alexandria Árbitros: Oscar Rauly, Angel Sabroso |
| 14 de Janeiro de 2021 14:00 | Gajić 10  | (25-16)   | Kim Jin-y., Kim Jin-h. 6 | Borg El Arab Sports Hall, Alexandria Árbitros: Oscar Rauly, Angel Sabroso |
| 14 de Janeiro de 2021 14:00 | 6× 1×     | Relatório | 2×                       | Borg El Arab Sports Hall, Alexandria Árbitros: Oscar Rauly, Angel Sabroso |

| 16 de Janeiro de 2021 11:30 | Bielorrússia | 32-24     | Coreia do Sul | Borg El Arab Sports Hall, Alexandria Árbitros: Samir Krichen, Samir Makhlouf |
| 16 de Janeiro de 2021 11:30 | Vailupau 8   | (15-9)    | Kim Jin-y. 8  | Borg El Arab Sports Hall, Alexandria Árbitros: Samir Krichen, Samir Makhlouf |
| 16 de Janeiro de 2021 11:30 | 9× 1×        | Relatório | 3×            | Borg El Arab Sports Hall, Alexandria Árbitros: Samir Krichen, Samir Makhlouf |

| 16 de Janeiro de 2021 14:00 | Rússia                       | 31-25     | Eslovênia | Borg El Arab Sports Hall, Alexandria Árbitros: Gjorgji Nachevski, Slave Nikolov |
| 16 de Janeiro de 2021 14:00 | Kiselev, Soroka, Kosorotov 6 | (16-13)   | Dolenec 6 | Borg El Arab Sports Hall, Alexandria Árbitros: Gjorgji Nachevski, Slave Nikolov |
| 16 de Janeiro de 2021 14:00 | 5× 1×                        | Relatório | 4× 1×     | Borg El Arab Sports Hall, Alexandria Árbitros: Gjorgji Nachevski, Slave Nikolov |

| 18 de Janeiro de 2021 11:30 | Coreia do Sul | 26-30     | Rússia            | Borg El Arab Sports Hall, Alexandria Árbitros: Youcef Belkhiri, Sid Ali Hamidi |
| 18 de Janeiro de 2021 11:30 | Kim Ji-u. 8   | (15-15)   | Andreev, Kornev 5 | Borg El Arab Sports Hall, Alexandria Árbitros: Youcef Belkhiri, Sid Ali Hamidi |
| 18 de Janeiro de 2021 11:30 | 2× 1×         | Relatório | 5× 2×             | Borg El Arab Sports Hall, Alexandria Árbitros: Youcef Belkhiri, Sid Ali Hamidi |

| 18 de Janeiro de 2021 14:00 | Eslovênia | 29-25     | Bielorrússia | Borg El Arab Sports Hall, Alexandria Árbitros: Oscar Raluy, Angel Sabroso |
| 18 de Janeiro de 2021 14:00 | Janc 8    | (15-15)   | Karalek 7    | Borg El Arab Sports Hall, Alexandria Árbitros: Oscar Raluy, Angel Sabroso |
| 18 de Janeiro de 2021 14:00 | 5× 1×     | Relatório | 5× 1×        | Borg El Arab Sports Hall, Alexandria Árbitros: Oscar Raluy, Angel Sabroso |

## Copa do Presidente
|  | Disputam o jogo de classificação para 25° e 26° lugares |
|  | Disputam o jogo de classificação para 27° e 28° lugares |
|  | Disputam o jogo de classificação para 29° e 30° lugares |
|  | Disputam o jogo de classificação para 31° e 32° lugares |

Critérios de desempate: 1) pontos; 2) confronto direto; 3) diferença de gols no confronto direto; 4) número de gols feitos no confronto direto; 5) diferença de gols.

### Grupo I
| Pos | Equipe                         | Pts | J | V | E | D | GP | GC | SG  |
| --- | ------------------------------ | --- | - | - | - | - | -- | -- | --- |
| 1   | Tunísia                        | 6   | 3 | 3 | 0 | 0 | 82 | 51 | +31 |
| 2   | República Democrática do Congo | 4   | 3 | 2 | 0 | 1 | 64 | 69 | −5  |
| 3   | Angola                         | 2   | 3 | 1 | 0 | 2 | 70 | 66 | +4  |
| 4   | Cabo Verde                     | 0   | 3 | 0 | 0 | 3 | 0  | 30 | −30 |

| 21 de Janeiro de 2021 11:30 | Cabo Verde | 0-10 | Tunísia | Dr Hassan Moustafa Sports Hall, Giza |
| 21 de Janeiro de 2021 11:30 |            |      |         | Dr Hassan Moustafa Sports Hall, Giza |
| 21 de Janeiro de 2021 11:30 |            |      |         | Dr Hassan Moustafa Sports Hall, Giza |

| 21 de Janeiro de 2021 14:00 | Angola     | 31-32     | República Democrática do Congo | Dr Hassan Moustafa Sports Hall, Giza Árbitros: Alaa Emam, Hossam Hedaia |
| 21 de Janeiro de 2021 14:00 | Ferreira 8 | (15-13)   | Kiangebeni 8                   | Dr Hassan Moustafa Sports Hall, Giza Árbitros: Alaa Emam, Hossam Hedaia |
| 21 de Janeiro de 2021 14:00 | 2× 1×      | Relatório | 5× 1×                          | Dr Hassan Moustafa Sports Hall, Giza Árbitros: Alaa Emam, Hossam Hedaia |

| 23 de Janeiro de 2021 11:30 | Cabo Verde | 0-10 | Angola | Dr Hassan Moustafa Sports Hall, Giza |
| 23 de Janeiro de 2021 11:30 |            |      |        | Dr Hassan Moustafa Sports Hall, Giza |
| 23 de Janeiro de 2021 11:30 |            |      |        | Dr Hassan Moustafa Sports Hall, Giza |

| 23 de Janeiro de 2021 14:00 | Tunísia | 38-22     | República Democrática do Congo | Dr Hassan Moustafa Sports Hall, Giza Árbitros: Julian Grillo Lopez, Sebastian Lenci |
| 23 de Janeiro de 2021 14:00 | Toumi 7 | (17-13)   | Mvumbi 5                       | Dr Hassan Moustafa Sports Hall, Giza Árbitros: Julian Grillo Lopez, Sebastian Lenci |
| 23 de Janeiro de 2021 14:00 | 4×      | Relatório | 2×                             | Dr Hassan Moustafa Sports Hall, Giza Árbitros: Julian Grillo Lopez, Sebastian Lenci |

| 25 de Janeiro de 2021 11:30 | República Democrática do Congo | 10-0 | Cabo Verde | Dr Hassan Moustafa Sports Hall, Giza |
| 25 de Janeiro de 2021 11:30 |                                |      |            | Dr Hassan Moustafa Sports Hall, Giza |
| 25 de Janeiro de 2021 11:30 |                                |      |            | Dr Hassan Moustafa Sports Hall, Giza |

| 25 de Janeiro de 2021 14:00 | Tunísia | 34-29     | Angola        | Dr Hassan Moustafa Sports Hall, Giza Árbitros: Majid Kolahdouzan, Alireza Mousaviannazhad |
| 25 de Janeiro de 2021 14:00 | Rzig 12 | (14-13)   | Hebo, Lopes 7 | Dr Hassan Moustafa Sports Hall, Giza Árbitros: Majid Kolahdouzan, Alireza Mousaviannazhad |
| 25 de Janeiro de 2021 14:00 | 8× 1×   | Relatório | 3× 1×         | Dr Hassan Moustafa Sports Hall, Giza Árbitros: Majid Kolahdouzan, Alireza Mousaviannazhad |

### Grupo II
| Pos | Equipe        | Pts | J | V | E | D | GP  | GC  | SG  |
| --- | ------------- | --- | - | - | - | - | --- | --- | --- |
| 1   | Áustria       | 6   | 3 | 3 | 0 | 0 | 105 | 82  | +23 |
| 2   | Chile         | 4   | 3 | 2 | 0 | 1 | 103 | 83  | +20 |
| 3   | Marrocos      | 2   | 3 | 1 | 0 | 2 | 71  | 89  | −18 |
| 4   | Coreia do Sul | 0   | 3 | 0 | 0 | 3 | 87  | 112 | −25 |

| 20 de Janeiro de 2021 11:30 | Chile            | 44-33     | Coreia do Sul | New Capital Sports Hall, Nova Capital Administrativa Árbitros: Youcef Belkhiri, Sid Ali Hamidi |
| 20 de Janeiro de 2021 11:30 | Salinas Muñoz 12 | (24-17)   | Kim Jin-y. 8  | New Capital Sports Hall, Nova Capital Administrativa Árbitros: Youcef Belkhiri, Sid Ali Hamidi |
| 20 de Janeiro de 2021 11:30 | 4× 2×            | Relatório | 5×            | New Capital Sports Hall, Nova Capital Administrativa Árbitros: Youcef Belkhiri, Sid Ali Hamidi |

| 20 de Janeiro de 2021 14:00 | Áustria   | 36-22     | Marrocos | New Capital Sports Hall, Nova Capital Administrativa Árbitros: Arthur Brunner, Morad Salah |
| 20 de Janeiro de 2021 14:00 | Frimmel 9 | (17-14)   | Reida 7  | New Capital Sports Hall, Nova Capital Administrativa Árbitros: Arthur Brunner, Morad Salah |
| 20 de Janeiro de 2021 14:00 | 5× 2×     | Relatório | 4×       | New Capital Sports Hall, Nova Capital Administrativa Árbitros: Arthur Brunner, Morad Salah |

| 22 de Janeiro de 2021 11:30 | Marrocos  | 32-25     | Coreia do Sul | New Capital Sports Hall, Nova Capital Administrativa Árbitros: Arthur Brunner, Morad Salah |
| 22 de Janeiro de 2021 11:30 | Fougani 7 | (15-14)   | Kim Jin-y. 9  | New Capital Sports Hall, Nova Capital Administrativa Árbitros: Arthur Brunner, Morad Salah |
| 22 de Janeiro de 2021 11:30 | 5× 2× 1×  | Relatório | 4×            | New Capital Sports Hall, Nova Capital Administrativa Árbitros: Arthur Brunner, Morad Salah |

| 22 de Janeiro de 2021 14:00 | Áustria   | 33-31     | Chile            | New Capital Sports Hall, Nova Capital Administrativa Árbitros: Lars Jørum, Havard Kleven |
| 22 de Janeiro de 2021 14:00 | Frimmel 8 | (14-15)   | Er. Feuchtmann 9 | New Capital Sports Hall, Nova Capital Administrativa Árbitros: Lars Jørum, Havard Kleven |
| 22 de Janeiro de 2021 14:00 | 8× 1×     | Relatório | 7× 1×            | New Capital Sports Hall, Nova Capital Administrativa Árbitros: Lars Jørum, Havard Kleven |

| 24 de Janeiro de 2021 11:30 | Marrocos    | 17-28     | Chile     | New Capital Sports Hall, Nova Capital Administrativa Árbitros: Ivan Pavićević, Milos Ražnatović |
| 24 de Janeiro de 2021 11:30 | Harchaoui 6 | (12-14)   | Salinas 7 | New Capital Sports Hall, Nova Capital Administrativa Árbitros: Ivan Pavićević, Milos Ražnatović |
| 24 de Janeiro de 2021 11:30 | 6× 2×       | Relatório | 4×        | New Capital Sports Hall, Nova Capital Administrativa Árbitros: Ivan Pavićević, Milos Ražnatović |

| 24 de Janeiro de 2021 14:00 | Coreia do Sul      | 29-36     | Áustria      | New Capital Sports Hall, Nova Capital Administrativa Árbitros: Alaa Emam, Hossam Hedaia |
| 24 de Janeiro de 2021 14:00 | Kim Jin-y., Kang 4 | (14-18)   | Pratschner 9 | New Capital Sports Hall, Nova Capital Administrativa Árbitros: Alaa Emam, Hossam Hedaia |
| 24 de Janeiro de 2021 14:00 | 1×                 | Relatório | 3× 2×        | New Capital Sports Hall, Nova Capital Administrativa Árbitros: Alaa Emam, Hossam Hedaia |

#### Decisão do 31º lugar
| 27 de Janeiro de 2021 11:00 | Cabo Verde | 0-10 | Coreia do Sul | Dr Hassan Moustafa Sports Hall, Giza |
| 27 de Janeiro de 2021 11:00 |            |      |               | Dr Hassan Moustafa Sports Hall, Giza |
| 27 de Janeiro de 2021 11:00 |            |      |               | Dr Hassan Moustafa Sports Hall, Giza |

#### Decisão do 29º lugar
| 27 de Janeiro de 2021 13:30 | Angola           | 29-30 (p. 2-3)      | Marrocos    | Dr Hassan Moustafa Sports Hall, Giza Árbitros: Youcef Belkhiri, Sid Ali Hamidi |
| 27 de Janeiro de 2021 13:30 | Ferreira, Hebo 6 | (14-13, 27-27, 0-0) | Rezzouki 12 | Dr Hassan Moustafa Sports Hall, Giza Árbitros: Youcef Belkhiri, Sid Ali Hamidi |
| 27 de Janeiro de 2021 13:30 | 5×               | Relatório           | 4× 3×       | Dr Hassan Moustafa Sports Hall, Giza Árbitros: Youcef Belkhiri, Sid Ali Hamidi |

#### Decisão do 27º lugar
| 27 de Janeiro de 2021 11:00 | República Democrática do Congo | 30-35     | Chile                             | New Capital Sports Hall, Nova Capital Administrativa Árbitros: Samir Krichen, Samir Makhlouf |
| 27 de Janeiro de 2021 11:00 | Ngando 8                       | (13-18)   | Ceballos, Er. Feuchtmann, Ayala 6 | New Capital Sports Hall, Nova Capital Administrativa Árbitros: Samir Krichen, Samir Makhlouf |
| 27 de Janeiro de 2021 11:00 | 3×                             | Relatório | 1×                                | New Capital Sports Hall, Nova Capital Administrativa Árbitros: Samir Krichen, Samir Makhlouf |

#### Decisão do 25º lugar
| 27 de Janeiro de 2021 13:30 | Tunísia | 37-33     | Áustria           | New Capital Sports Hall, Nova Capital Administrativa Árbitros: Julian Grillo Lopez, Sebastian Lenci |
| 27 de Janeiro de 2021 13:30 | Sanaï 8 | (19-16)   | Frimmel, Wagner 7 | New Capital Sports Hall, Nova Capital Administrativa Árbitros: Julian Grillo Lopez, Sebastian Lenci |
| 27 de Janeiro de 2021 13:30 | 4× 2×   | Relatório | 3× 2×             | New Capital Sports Hall, Nova Capital Administrativa Árbitros: Julian Grillo Lopez, Sebastian Lenci |

## Fase Principal
Os pontos obtidos contra outras equipes na fase preliminar do mesmo grupo são válidos para esta fase.
|  | Classificados para Quartas de Final |

Critérios de desempate: 1) pontos; 2) confronto direto; 3) diferença de gols no confronto direto; 4) número de gols feitos no confronto direto; 5) diferença de gols.

### Grupo I
| Pos | Equipe   | Pts | J | V | E | D | GP  | GC  | SG   |
| --- | -------- | --- | - | - | - | - | --- | --- | ---- |
| 1   | Espanha  | 9   | 5 | 4 | 1 | 0 | 162 | 134 | +28  |
| 2   | Hungria  | 8   | 5 | 4 | 0 | 1 | 160 | 131 | +29  |
| 3   | Alemanha | 5   | 5 | 2 | 1 | 2 | 153 | 122 | +31  |
| 4   | Polônia  | 5   | 5 | 2 | 1 | 2 | 138 | 119 | +19  |
| 5   | Brasil   | 3   | 5 | 1 | 1 | 3 | 136 | 139 | −3   |
| 6   | Uruguai  | 0   | 5 | 0 | 0 | 5 | 88  | 192 | −104 |

| 21 de Janeiro de 2021 11:30 | Uruguai  | 16-30     | Polônia  | New Capital Sports Hall, Nova Capital Administrativa Árbitros: Youcef Belkhiri, Sid Ali Hamidi |
| 21 de Janeiro de 2021 11:30 | Cancio 6 | (9-14)    | Moryto 8 | New Capital Sports Hall, Nova Capital Administrativa Árbitros: Youcef Belkhiri, Sid Ali Hamidi |
| 21 de Janeiro de 2021 11:30 | 1×       | Relatório | 6× 1×    | New Capital Sports Hall, Nova Capital Administrativa Árbitros: Youcef Belkhiri, Sid Ali Hamidi |

| 21 de Janeiro de 2021 14:00 | Hungria   | 29-23     | Brasil    | New Capital Sports Hall, Nova Capital Administrativa Árbitros: Arthur Brunner, Morad Salah |
| 21 de Janeiro de 2021 14:00 | Bánhidi 5 | (16-11)   | Langaro 8 | New Capital Sports Hall, Nova Capital Administrativa Árbitros: Arthur Brunner, Morad Salah |
| 21 de Janeiro de 2021 14:00 | 4× 2×     | Relatório | 3×        | New Capital Sports Hall, Nova Capital Administrativa Árbitros: Arthur Brunner, Morad Salah |

| 21 de Janeiro de 2021 16:30 | Espanha | 32-28     | Alemanha    | New Capital Sports Hall, Nova Capital Administrativa Árbitros: Matija Gubica, Boris Milošević |
| 21 de Janeiro de 2021 16:30 | Pérez 6 | (16-13)   | Kastening 7 | New Capital Sports Hall, Nova Capital Administrativa Árbitros: Matija Gubica, Boris Milošević |
| 21 de Janeiro de 2021 16:30 | 3× 1×   | Relatório | 5× 2× 1×    | New Capital Sports Hall, Nova Capital Administrativa Árbitros: Matija Gubica, Boris Milošević |

| 23 de Janeiro de 2021 11:30 | Uruguai  | 23-38     | Espanha | New Capital Sports Hall, Nova Capital Administrativa Árbitros: Alaa Emam, Hossam Hedaia |
| 23 de Janeiro de 2021 11:30 | Cancio 8 | (12-14)   | Ariño 8 | New Capital Sports Hall, Nova Capital Administrativa Árbitros: Alaa Emam, Hossam Hedaia |
| 23 de Janeiro de 2021 11:30 | 3× 1×    | Relatório | 5× 1×   | New Capital Sports Hall, Nova Capital Administrativa Árbitros: Alaa Emam, Hossam Hedaia |

| 23 de Janeiro de 2021 14:00 | Polônia | 26-30     | Hungria | New Capital Sports Hall, Nova Capital Administrativa Árbitros: Matija Gubica, Boris Milošević |
| 23 de Janeiro de 2021 14:00 | Sićko 5 | (10-16)   | Lékai 8 | New Capital Sports Hall, Nova Capital Administrativa Árbitros: Matija Gubica, Boris Milošević |
| 23 de Janeiro de 2021 14:00 | 3×      | Relatório | 3× 1×   | New Capital Sports Hall, Nova Capital Administrativa Árbitros: Matija Gubica, Boris Milošević |

| 23 de Janeiro de 2021 16:30 | Alemanha | 31-24     | Brasil            | New Capital Sports Hall, Nova Capital Administrativa Árbitros: Lars Jørum, Havard Kleven |
| 23 de Janeiro de 2021 16:30 | Golla 7  | (16-12)   | Moraes Ferreira 6 | New Capital Sports Hall, Nova Capital Administrativa Árbitros: Lars Jørum, Havard Kleven |
| 23 de Janeiro de 2021 16:30 | 6× 1×    | Relatório | 3× 1×             | New Capital Sports Hall, Nova Capital Administrativa Árbitros: Lars Jørum, Havard Kleven |

| 25 de Janeiro de 2021 11:30 | Brasil    | 37-17     | Uruguai                     | New Capital Sports Hall, Nova Capital Administrativa Árbitros: Samir Krichen, Samir Makhlouf |
| 25 de Janeiro de 2021 11:30 | Luciano 7 | (18-7)    | Chaparro, Vecino, Goyoaga 3 | New Capital Sports Hall, Nova Capital Administrativa Árbitros: Samir Krichen, Samir Makhlouf |
| 25 de Janeiro de 2021 11:30 | 2× 1×     | Relatório | 2×                          | New Capital Sports Hall, Nova Capital Administrativa Árbitros: Samir Krichen, Samir Makhlouf |

| 25 de Janeiro de 2021 14:00 | Espanha | 36-28     | Hungria         | New Capital Sports Hall, Nova Capital Administrativa Árbitros: Gjorgji Nachevski, Slave Nikolov |
| 25 de Janeiro de 2021 14:00 | Solé 8  | (21-14)   | Balogh, Győri 5 | New Capital Sports Hall, Nova Capital Administrativa Árbitros: Gjorgji Nachevski, Slave Nikolov |
| 25 de Janeiro de 2021 14:00 | 5× 1×   | Relatório | 4× 1×           | New Capital Sports Hall, Nova Capital Administrativa Árbitros: Gjorgji Nachevski, Slave Nikolov |

| 25 de Janeiro de 2021 16:30 | Polônia     | 23-23     | Alemanha         | New Capital Sports Hall, Nova Capital Administrativa Árbitros: Ivan Pavićević, Milos Ražnatović |
| 25 de Janeiro de 2021 16:30 | Krajewski 5 | (12-11)   | Schmidt, Weber 4 | New Capital Sports Hall, Nova Capital Administrativa Árbitros: Ivan Pavićević, Milos Ražnatović |
| 25 de Janeiro de 2021 16:30 | 5× 1×       | Relatório | 4× 1×            | New Capital Sports Hall, Nova Capital Administrativa Árbitros: Ivan Pavićević, Milos Ražnatović |

### Grupo II
| Pos | Equipe    | Pts | J | V | E | D | GP  | GC  | SG  |
| --- | --------- | --- | - | - | - | - | --- | --- | --- |
| 1   | Dinamarca | 10  | 5 | 5 | 0 | 0 | 169 | 116 | +53 |
| 2   | Catar     | 6   | 5 | 3 | 0 | 2 | 132 | 135 | −3  |
| 3   | Argentina | 6   | 5 | 3 | 0 | 2 | 120 | 121 | −1  |
| 4   | Croácia   | 5   | 5 | 2 | 1 | 2 | 128 | 132 | −4  |
| 5   | Japão     | 3   | 5 | 1 | 1 | 3 | 138 | 147 | −9  |
| 6   | Bahrein   | 0   | 5 | 0 | 0 | 5 | 107 | 143 | −36 |

| 21 de Janeiro de 2021 11:30 | Japão     | 24-28     | Argentina  | Cairo Stadium Sports Hall, Cairo Árbitros: Majid Kolahdouzan, Alireza Mousaviannazhad |
| 21 de Janeiro de 2021 11:30 | Yoshino 6 | (13-17)   | Pizarro 10 | Cairo Stadium Sports Hall, Cairo Árbitros: Majid Kolahdouzan, Alireza Mousaviannazhad |
| 21 de Janeiro de 2021 11:30 | 2×        | Relatório | 2× 3×      | Cairo Stadium Sports Hall, Cairo Árbitros: Majid Kolahdouzan, Alireza Mousaviannazhad |

| 21 de Janeiro de 2021 14:00 | Croácia  | 28-18     | Bahrein            | Cairo Stadium Sports Hall, Cairo Árbitros: Charlotte Bonaventura, Julie Bonaventura |
| 21 de Janeiro de 2021 14:00 | Horvat 8 | (13-8)    | Ahmed, Al-Sayyad 6 | Cairo Stadium Sports Hall, Cairo Árbitros: Charlotte Bonaventura, Julie Bonaventura |
| 21 de Janeiro de 2021 14:00 | 2×       | Relatório | 3× 1×              | Cairo Stadium Sports Hall, Cairo Árbitros: Charlotte Bonaventura, Julie Bonaventura |

| 21 de Janeiro de 2021 16:30 | Dinamarca   | 32-23     | Catar      | Cairo Stadium Sports Hall, Cairo Árbitros: Ivan Pavićević, Milos Ražnatović |
| 21 de Janeiro de 2021 16:30 | M. Hansen 8 | (17-12)   | Frankis 12 | Cairo Stadium Sports Hall, Cairo Árbitros: Ivan Pavićević, Milos Ražnatović |
| 21 de Janeiro de 2021 16:30 | 4×          | Relatório | 7× 3×      | Cairo Stadium Sports Hall, Cairo Árbitros: Ivan Pavićević, Milos Ražnatović |

| 23 de Janeiro de 2021 11:30 | Catar    | 28-23     | Bahrein | Cairo Stadium Sports Hall, Cairo Árbitros: Ignacio García, Andreu Marín |
| 23 de Janeiro de 2021 11:30 | Capote 9 | (13-14)   | Ahmed 5 | Cairo Stadium Sports Hall, Cairo Árbitros: Ignacio García, Andreu Marín |
| 23 de Janeiro de 2021 11:30 | 2×       | Relatório | 4× 2×   | Cairo Stadium Sports Hall, Cairo Árbitros: Ignacio García, Andreu Marín |

| 23 de Janeiro de 2021 14:00 | Argentina | 23-19     | Croácia | Cairo Stadium Sports Hall, Cairo Árbitros: Ivan Pavićević, Milos Ražnatović |
| 23 de Janeiro de 2021 14:00 | Pizarro 4 | (12-12)   | Čupić 7 | Cairo Stadium Sports Hall, Cairo Árbitros: Ivan Pavićević, Milos Ražnatović |
| 23 de Janeiro de 2021 14:00 | 5× 1×     | Relatório | 4× 1×   | Cairo Stadium Sports Hall, Cairo Árbitros: Ivan Pavićević, Milos Ražnatović |

| 23 de Janeiro de 2021 16:30 | Japão    | 27-34     | Dinamarca      | Cairo Stadium Sports Hall, Cairo Árbitros: Gjorgji Nachevski, Slave Nikolov |
| 23 de Janeiro de 2021 16:30 | Agarie 7 | (17-19)   | E. Jakobsen 12 | Cairo Stadium Sports Hall, Cairo Árbitros: Gjorgji Nachevski, Slave Nikolov |
| 23 de Janeiro de 2021 16:30 | 5× 1×    | Relatório | 3× 1×          | Cairo Stadium Sports Hall, Cairo Árbitros: Gjorgji Nachevski, Slave Nikolov |

| 25 de Janeiro de 2021 11:30 | Bahrein | 25-29     | Japão     | Cairo Stadium Sports Hall, Cairo Árbitros: Charlotte Bonaventura, Julie Bonaventura |
| 25 de Janeiro de 2021 11:30 | Ahmed 5 | (12-19)   | Yoshino 9 | Cairo Stadium Sports Hall, Cairo Árbitros: Charlotte Bonaventura, Julie Bonaventura |
| 25 de Janeiro de 2021 11:30 | 5× 1×   | Relatório | 2×        | Cairo Stadium Sports Hall, Cairo Árbitros: Charlotte Bonaventura, Julie Bonaventura |

| 25 de Janeiro de 2021 14:00 | Argentina | 25-26     | Catar     | Cairo Stadium Sports Hall, Cairo Árbitros: Vaclav Horáček, Jiri Novotný |
| 25 de Janeiro de 2021 14:00 | Pizarro 7 | (13-12)   | Frankis 8 | Cairo Stadium Sports Hall, Cairo Árbitros: Vaclav Horáček, Jiri Novotný |
| 25 de Janeiro de 2021 14:00 | 5× 2×     | Relatório | 3× 1×     | Cairo Stadium Sports Hall, Cairo Árbitros: Vaclav Horáček, Jiri Novotný |

| 25 de Janeiro de 2021 16:30 | Dinamarca     | 38-26     | Croácia | Cairo Stadium Sports Hall, Cairo Árbitros: Oscar Raluy, Angel Sabroso |
| 25 de Janeiro de 2021 16:30 | E. Jakobsen 8 | (17-15)   | Marić 6 | Cairo Stadium Sports Hall, Cairo Árbitros: Oscar Raluy, Angel Sabroso |
| 25 de Janeiro de 2021 16:30 | 3×            | Relatório | 3× 1×   | Cairo Stadium Sports Hall, Cairo Árbitros: Oscar Raluy, Angel Sabroso |

### Grupo III
| Pos | Equipe   | Pts | J | V | E | D | GP  | GC  | SG  |
| --- | -------- | --- | - | - | - | - | --- | --- | --- |
| 1   | França   | 10  | 5 | 5 | 0 | 0 | 142 | 123 | +19 |
| 2   | Noruega  | 8   | 5 | 4 | 0 | 1 | 155 | 137 | +18 |
| 3   | Portugal | 6   | 5 | 3 | 0 | 2 | 135 | 132 | +3  |
| 4   | Suíça    | 4   | 5 | 2 | 0 | 3 | 125 | 131 | −6  |
| 5   | Islândia | 2   | 5 | 1 | 0 | 4 | 139 | 132 | +7  |
| 6   | Argélia  | 0   | 5 | 0 | 0 | 5 | 116 | 157 | −41 |

| 20 de Janeiro de 2021 11:30 | Suíça    | 20-18     | Islândia      | Dr Hassan Moustafa Sports Hall, Giza Árbitros: Robert Schulze, Tobias Tönnies |
| 20 de Janeiro de 2021 11:30 | Schmid 6 | (10-9)    | Guðmundsson 4 | Dr Hassan Moustafa Sports Hall, Giza Árbitros: Robert Schulze, Tobias Tönnies |
| 20 de Janeiro de 2021 11:30 | 5× 2×    | Relatório | 2× 1×         | Dr Hassan Moustafa Sports Hall, Giza Árbitros: Robert Schulze, Tobias Tönnies |

| 20 de Janeiro de 2021 14:00 | França                | 29-26     | Argélia   | Dr Hassan Moustafa Sports Hall, Giza Árbitros: Julian Grillo Lopez, Sebastian Lenci |
| 20 de Janeiro de 2021 14:00 | Mem, Mahé, Fabregas 4 | (16-14)   | Berkous 7 | Dr Hassan Moustafa Sports Hall, Giza Árbitros: Julian Grillo Lopez, Sebastian Lenci |
| 20 de Janeiro de 2021 14:00 | 3×                    | Relatório | 5× 1×     | Dr Hassan Moustafa Sports Hall, Giza Árbitros: Julian Grillo Lopez, Sebastian Lenci |

| 20 de Janeiro de 2021 16:30 | Portugal           | 28-29     | Noruega   | Dr Hassan Moustafa Sports Hall, Giza Árbitros: Oscar Raluy, Angel Sabroso |
| 20 de Janeiro de 2021 16:30 | Martins, Portela 5 | (14-16)   | Sagosen 6 | Dr Hassan Moustafa Sports Hall, Giza Árbitros: Oscar Raluy, Angel Sabroso |
| 20 de Janeiro de 2021 16:30 | 7× 3× 1×           | Relatório | 4× 1×     | Dr Hassan Moustafa Sports Hall, Giza Árbitros: Oscar Raluy, Angel Sabroso |

| 22 de Janeiro de 2021 11:30 | Suíça     | 29-33     | Portugal   | Dr Hassan Moustafa Sports Hall, Giza Árbitros: Ignacio García, Andreu Marín |
| 22 de Janeiro de 2021 11:30 | Schmid 11 | (15-17)   | Iturriza 7 | Dr Hassan Moustafa Sports Hall, Giza Árbitros: Ignacio García, Andreu Marín |
| 22 de Janeiro de 2021 11:30 | 4×        | Relatório | 3× 1×      | Dr Hassan Moustafa Sports Hall, Giza Árbitros: Ignacio García, Andreu Marín |

| 22 de Janeiro de 2021 14:00 | Islândia  | 26-28     | França | Dr Hassan Moustafa Sports Hall, Giza Árbitros: Oscar Raluy, Angel Sabroso |
| 22 de Janeiro de 2021 14:00 | Elísson 9 | (14-16)   | Mem 7  | Dr Hassan Moustafa Sports Hall, Giza Árbitros: Oscar Raluy, Angel Sabroso |
| 22 de Janeiro de 2021 14:00 | 5× 2× 1×  | Relatório | 5×     | Dr Hassan Moustafa Sports Hall, Giza Árbitros: Oscar Raluy, Angel Sabroso |

| 22 de Janeiro de 2021 16:30 | Noruega | 36-23     | Argélia | Dr Hassan Moustafa Sports Hall, Giza Árbitros: Robert Schulze, Tobias Tönnies |
| 22 de Janeiro de 2021 16:30 | Blonz 7 | (17-11)   | Ayoub 7 | Dr Hassan Moustafa Sports Hall, Giza Árbitros: Robert Schulze, Tobias Tönnies |
| 22 de Janeiro de 2021 16:30 | 3× 2×   | Relatório | 4× 1×   | Dr Hassan Moustafa Sports Hall, Giza Árbitros: Robert Schulze, Tobias Tönnies |

| 24 de Janeiro de 2021 11:30 | Argélia | 24-27     | Suíça    | Dr Hassan Moustafa Sports Hall, Giza Árbitros: Julian Grillo Lopez, Sebastian Lenci |
| 24 de Janeiro de 2021 11:30 | Ayoub 6 | (13-15)   | Schmid 9 | Dr Hassan Moustafa Sports Hall, Giza Árbitros: Julian Grillo Lopez, Sebastian Lenci |
| 24 de Janeiro de 2021 11:30 | 4× 1×   | Relatório | 2× 1×    | Dr Hassan Moustafa Sports Hall, Giza Árbitros: Julian Grillo Lopez, Sebastian Lenci |

| 24 de Janeiro de 2021 14:00 | Islândia  | 33-35     | Noruega   | Dr Hassan Moustafa Sports Hall, Giza Árbitros: Gjorgji Nachevski, Slave Nikolov |
| 24 de Janeiro de 2021 14:00 | Elísson 6 | (18-18)   | Sagosen 8 | Dr Hassan Moustafa Sports Hall, Giza Árbitros: Gjorgji Nachevski, Slave Nikolov |
| 24 de Janeiro de 2021 14:00 | 8× 2× 1×  | Relatório | 8× 2×     | Dr Hassan Moustafa Sports Hall, Giza Árbitros: Gjorgji Nachevski, Slave Nikolov |

| 24 de Janeiro de 2021 16:30 | Portugal  | 23-32     | França   | Dr Hassan Moustafa Sports Hall, Giza Árbitros: Matija Gubica, Boris Milošević |
| 24 de Janeiro de 2021 16:30 | Martins 6 | (12-16)   | Descat 8 | Dr Hassan Moustafa Sports Hall, Giza Árbitros: Matija Gubica, Boris Milošević |
| 24 de Janeiro de 2021 16:30 | 4× 2×     | Relatório | 2×       | Dr Hassan Moustafa Sports Hall, Giza Árbitros: Matija Gubica, Boris Milošević |

### Grupo IV
| Pos | Equipe             | Pts | J | V | E | D | GP  | GC  | SG  |
| --- | ------------------ | --- | - | - | - | - | --- | --- | --- |
| 1   | Suécia             | 8   | 5 | 3 | 2 | 0 | 144 | 117 | +27 |
| 2   | Egito (H)          | 7   | 5 | 3 | 1 | 1 | 149 | 117 | +32 |
| 3   | Eslovênia          | 6   | 5 | 2 | 2 | 1 | 138 | 130 | +8  |
| 4   | Rússia             | 5   | 5 | 2 | 1 | 2 | 138 | 139 | −1  |
| 5   | Bielorrússia       | 4   | 5 | 1 | 2 | 2 | 139 | 148 | −9  |
| 6   | Macedônia do Norte | 0   | 5 | 0 | 0 | 5 | 106 | 163 | −57 |

| 20 de Janeiro de 2021 11:30 | Macedônia do Norte | 21-31     | Eslovênia | Cairo Stadium Sports Hall, Cairo Árbitros: Ignacio García, Andreu Marín |
| 20 de Janeiro de 2021 11:30 | Lazarov 5          | (9-13)    | Gajić 7   | Cairo Stadium Sports Hall, Cairo Árbitros: Ignacio García, Andreu Marín |
| 20 de Janeiro de 2021 11:30 | 2× 1×              | Relatório | 2× 1×     | Cairo Stadium Sports Hall, Cairo Árbitros: Ignacio García, Andreu Marín |

| 20 de Janeiro de 2021 14:00 | Rússia      | 23-28     | Egito     | Cairo Stadium Sports Hall, Cairo Árbitros: Vaclav Horáček, Jiri Novotný |
| 20 de Janeiro de 2021 14:00 | Kosorotov 8 | (8-15)    | Mamdouh 7 | Cairo Stadium Sports Hall, Cairo Árbitros: Vaclav Horáček, Jiri Novotný |
| 20 de Janeiro de 2021 14:00 | 7× 1×       | Relatório | 3×        | Cairo Stadium Sports Hall, Cairo Árbitros: Vaclav Horáček, Jiri Novotný |

| 20 de Janeiro de 2021 16:30 | Suécia  | 26-26     | Bielorrússia        | Cairo Stadium Sports Hall, Cairo Árbitros: Charlotte Bonaventura, Julie Bonaventura |
| 20 de Janeiro de 2021 16:30 | Wanne 7 | (11-15)   | Vailupau, Yurynok 6 | Cairo Stadium Sports Hall, Cairo Árbitros: Charlotte Bonaventura, Julie Bonaventura |
| 20 de Janeiro de 2021 16:30 | 3×      | Relatório | 4× 1×               | Cairo Stadium Sports Hall, Cairo Árbitros: Charlotte Bonaventura, Julie Bonaventura |

| 22 de Janeiro de 2021 11:30 | Macedônia do Norte | 20-32     | Rússia   | Cairo Stadium Sports Hall, Cairo Árbitros: Charlotte Bonaventura, Julie Bonaventura |
| 22 de Janeiro de 2021 11:30 | Kuzmanovski 6      | (9-19)    | Soroka 6 | Cairo Stadium Sports Hall, Cairo Árbitros: Charlotte Bonaventura, Julie Bonaventura |
| 22 de Janeiro de 2021 11:30 | 6× 1×              | Relatório | 2× 1×    | Cairo Stadium Sports Hall, Cairo Árbitros: Charlotte Bonaventura, Julie Bonaventura |

| 22 de Janeiro de 2021 14:00 | Egito      | 35-26     | Bielorrússia | Cairo Stadium Sports Hall, Cairo Árbitros: Gjorgji Nachevski, Slave Nikolov |
| 22 de Janeiro de 2021 14:00 | El-Ahmar 8 | (21-14)   | Vailupau 4   | Cairo Stadium Sports Hall, Cairo Árbitros: Gjorgji Nachevski, Slave Nikolov |
| 22 de Janeiro de 2021 14:00 | 1×         | Relatório | 3× 1×        | Cairo Stadium Sports Hall, Cairo Árbitros: Gjorgji Nachevski, Slave Nikolov |

| 22 de Janeiro de 2021 16:30 | Eslovênia | 28-28     | Suécia   | Cairo Stadium Sports Hall, Cairo Árbitros: Vaclav Horáček, Jiri Novotný |
| 22 de Janeiro de 2021 16:30 | Gajić 6   | (14-15)   | Wanne 7  | Cairo Stadium Sports Hall, Cairo Árbitros: Vaclav Horáček, Jiri Novotný |
| 22 de Janeiro de 2021 16:30 | 5× 1×     | Relatório | 8× 2× 1× | Cairo Stadium Sports Hall, Cairo Árbitros: Vaclav Horáček, Jiri Novotný |

| 23 de Janeiro de 2021 11:30 | Bielorrússia | 30-26     | Macedônia do Norte | Cairo Stadium Sports Hall, Cairo Árbitros: Majid Kolahdouzan, Alireza Mousaviannazhad |
| 23 de Janeiro de 2021 11:30 | Kulesh 7     | (14-14)   | Lazarov 7          | Cairo Stadium Sports Hall, Cairo Árbitros: Majid Kolahdouzan, Alireza Mousaviannazhad |
| 23 de Janeiro de 2021 11:30 | 3× 2×        | Relatório | 1×                 | Cairo Stadium Sports Hall, Cairo Árbitros: Majid Kolahdouzan, Alireza Mousaviannazhad |

| 23 de Janeiro de 2021 14:00 | Eslovênia | 25-25     | Egito   | Cairo Stadium Sports Hall, Cairo Árbitros: Robert Schulze, Tobias Tönnies |
| 23 de Janeiro de 2021 14:00 | Janc 7    | (12-8)    | Sanad 7 | Cairo Stadium Sports Hall, Cairo Árbitros: Robert Schulze, Tobias Tönnies |
| 23 de Janeiro de 2021 14:00 | 6× 2×     | Relatório | 2×      | Cairo Stadium Sports Hall, Cairo Árbitros: Robert Schulze, Tobias Tönnies |

| 23 de Janeiro de 2021 16:30 | Rússia  | 20-34     | Suécia   | Cairo Stadium Sports Hall, Cairo Árbitros: Ignacio García, Andreu Marín |
| 23 de Janeiro de 2021 16:30 | Kotov 5 | (8-17)    | Pellas 8 | Cairo Stadium Sports Hall, Cairo Árbitros: Ignacio García, Andreu Marín |
| 23 de Janeiro de 2021 16:30 | 5× 1×   | Relatório | 5× 1×    | Cairo Stadium Sports Hall, Cairo Árbitros: Ignacio García, Andreu Marín |

## Fase final

### Chaveamento
|  | Quartas de Final | Quartas de Final |               |    | Semifinal      | Semifinal      |  |  | Final | Final |
|  |                  |                  |               |    |                |                |  |  |       |       |
|  | 27 de Janeiro    |                  |               |    |                |                |  |  |       |       |
|  |                  |                  |               |    |                |                |  |  |       |       |
|  | Espanha          | 31               |               |    |                |                |  |  |       |       |
|  | Espanha          | 31               | 29 de Janeiro |    |                |                |  |  |       |       |
|  | Noruega          | 26               |               |    |                |                |  |  |       |       |
|  | Noruega          | 26               | Espanha       | 33 |                |                |  |  |       |       |
|  | 27 de Janeiro    |                  | Espanha       | 33 |                |                |  |  |       |       |
|  |                  | Dinamarca        | 35            |    |                |                |  |  |       |       |
|  | Dinamarca        | Dinamarca        | 35            | 39 |                |                |  |  |       |       |
|  | Dinamarca        |                  | 31 de Janeiro | 39 |                |                |  |  |       |       |
|  | Egito            | 38               |               |    |                |                |  |  |       |       |
|  | Egito            | 38               | Dinamarca     | 26 |                |                |  |  |       |       |
|  | 27 de Janeiro    |                  | Dinamarca     | 26 |                |                |  |  |       |       |
|  |                  | Suécia           | 24            |    |                |                |  |  |       |       |
|  | França           | Suécia           | 24            | 35 |                |                |  |  |       |       |
|  | França           | 29 de Janeiro    |               | 35 |                |                |  |  |       |       |
|  | Hungria          | 32               |               |    |                |                |  |  |       |       |
|  | Hungria          | 32               | França        | 26 |                |                |  |  |       |       |
|  | 27 de Janeiro    |                  | França        | 26 |                |                |  |  |       |       |
|  |                  | Suécia           | 32            |    | Terceiro Lugar | Terceiro Lugar |  |  |       |       |
|  | Suécia           | Suécia           | 32            | 35 | Terceiro Lugar | Terceiro Lugar |  |  |       |       |
|  | Suécia           |                  | 31 de Janeiro | 35 |                |                |  |  |       |       |
|  | Catar            | 23               |               |    |                |                |  |  |       |       |
|  | Catar            | 23               | Espanha       | 35 |                |                |  |  |       |       |
|  |                  |                  |               |    |                |                |  |  |       |       |
|  | França           | 29               |               |    |                |                |  |  |       |       |
|  | França           | 29               |               |    |                |                |  |  |       |       |

### Quartas de Final
| 27 de Janeiro de 2021 13:30 | Dinamarca    | 39-38 (p. 4-3)      | Egito   | Cairo Stadium Sports Hall, Cairo Árbitros: Matija Gubica, Boris Milošević |
| 27 de Janeiro de 2021 13:30 | M. Hansen 10 | (16-13, 28-28, 7-7) | Omar 11 | Cairo Stadium Sports Hall, Cairo Árbitros: Matija Gubica, Boris Milošević |
| 27 de Janeiro de 2021 13:30 | 3× 1×        | Relatório           | 5× 1×   | Cairo Stadium Sports Hall, Cairo Árbitros: Matija Gubica, Boris Milošević |

| 27 de Janeiro de 2021 16:30 | Suécia            | 35-23     | Catar     | Cairo Stadium Sports Hall, Cairo Árbitros: Charlotte Bonaventura, Julie Bonaventura |
| 27 de Janeiro de 2021 16:30 | Chrintz, Pellas 8 | (14-10)   | Frankis 5 | Cairo Stadium Sports Hall, Cairo Árbitros: Charlotte Bonaventura, Julie Bonaventura |
| 27 de Janeiro de 2021 16:30 | 3×                | Relatório | 3×        | Cairo Stadium Sports Hall, Cairo Árbitros: Charlotte Bonaventura, Julie Bonaventura |

| 27 de Janeiro de 2021 16:30 | Espanha         | 31-26     | Noruega  | New Capital Sports Hall, Nova Capital Administrativa Árbitros: Gjorgji Nachevski, Slave Nikolov |
| 27 de Janeiro de 2021 16:30 | A. Dujshebaev 8 | (21-15)   | Jøndal 6 | New Capital Sports Hall, Nova Capital Administrativa Árbitros: Gjorgji Nachevski, Slave Nikolov |
| 27 de Janeiro de 2021 16:30 | 3× 1×           | Relatório | 3× 1×    | New Capital Sports Hall, Nova Capital Administrativa Árbitros: Gjorgji Nachevski, Slave Nikolov |

| 27 de Janeiro de 2021 16:30 | França   | 35-32 (ET)          | Hungria   | Borg El Arab Sports Hall, Alexandria Árbitros: Ignacio García, Andreu Marín |
| 27 de Janeiro de 2021 16:30 | Guigou 6 | (12-14, 30-30, 5-2) | Bánhidi 6 | Borg El Arab Sports Hall, Alexandria Árbitros: Ignacio García, Andreu Marín |
| 27 de Janeiro de 2021 16:30 | 3×       | Relatório           | 3× 2×     | Borg El Arab Sports Hall, Alexandria Árbitros: Ignacio García, Andreu Marín |

### Semifinal
| 29 de Janeiro de 2021 13:30 | França   | 26-32     | Suécia   | Cairo Stadium Sports Hall, Cairo Árbitros: Robert Schulze, Tobias Tönnies |
| 29 de Janeiro de 2021 13:30 | Descat 5 | (13-16)   | Wanne 11 | Cairo Stadium Sports Hall, Cairo Árbitros: Robert Schulze, Tobias Tönnies |
| 29 de Janeiro de 2021 13:30 | 4× 1×    | Relatório | 4× 2×    | Cairo Stadium Sports Hall, Cairo Árbitros: Robert Schulze, Tobias Tönnies |

| 29 de Janeiro de 2021 16:30 | Espanha         | 33-35     | Dinamarca    | Cairo Stadium Sports Hall, Cairo Árbitros: Vaclav Horáček, Jiri Novotný |
| 29 de Janeiro de 2021 16:30 | D. Dujshebaev 7 | (16-18)   | M. Hansen 12 | Cairo Stadium Sports Hall, Cairo Árbitros: Vaclav Horáček, Jiri Novotný |
| 29 de Janeiro de 2021 16:30 | 3× 1×           | Relatório | 3× 2× 1×     | Cairo Stadium Sports Hall, Cairo Árbitros: Vaclav Horáček, Jiri Novotný |

### Decisão do 3º lugar
| 31 de Janeiro de 2021 10:30 | Espanha         | 35-29     | França   | Cairo Stadium Sports Hall, Cairo Árbitros: Matija Gubica, Boris Milošević |
| 31 de Janeiro de 2021 10:30 | A. Dujshebaev 8 | (16-13)   | Descat 7 | Cairo Stadium Sports Hall, Cairo Árbitros: Matija Gubica, Boris Milošević |
| 31 de Janeiro de 2021 10:30 | 1×              | Relatório | 1× 2×    | Cairo Stadium Sports Hall, Cairo Árbitros: Matija Gubica, Boris Milošević |

### Final
| 31 de Janeiro de 2021 13:30 | Dinamarca   | 26-24     | Suécia  | Cairo Stadium Sports Hall, Cairo Árbitros: Oscar Raluy, Angel Sabroso |
| 31 de Janeiro de 2021 13:30 | M. Hansen 7 | (13-13)   | Wanne 5 | Cairo Stadium Sports Hall, Cairo Árbitros: Oscar Raluy, Angel Sabroso |
| 31 de Janeiro de 2021 13:30 | 4×          | Relatório | 3× 2×   | Cairo Stadium Sports Hall, Cairo Árbitros: Oscar Raluy, Angel Sabroso |

## Classificação Final
As posições de 1º a 4º e de 25º a 32º serão decididas por play-off. Os perdedores das quartas de final serão classificados entre 5º e 8º de acordo com as colocações na rodada principal, pontos ganhos e saldo de gols. As equipes que terminam em terceiro na fase principal são classificadas de 9º a 12º, as equipes que terminam em quarto na fase principal são classificadas de 13º a 16º, as equipes que terminam em quinto lugar na fase principal são classificadas de 17º a 20º e as equipes classificadas em sexto são classificadas de 21º a 24º. Em caso de empate na pontuação obtida, será levado em consideração a diferença de gols da rodada principal e, posteriormente, o número de gols marcados. Se as equipes ainda estiverem empatadas, o número de pontos ganhos na fase preliminar será considerado seguido pela diferença de gols e, em seguida, o número de gols marcados na fase preliminar.
| Rank | Team                           |
| ---- | ------------------------------ |
| 1    | Dinamarca                      |
| 2    | Suécia                         |
| 3    | Espanha                        |
| 4    | França                         |
| 5    | Hungria                        |
| 6    | Noruega                        |
| 7    | Egito                          |
| 8    | Catar                          |
| 9    | Eslovênia                      |
| 10   | Portugal                       |
| 11   | Argentina                      |
| 12   | Alemanha                       |
| 13   | Polônia                        |
| 14   | Rússia                         |
| 15   | Croácia                        |
| 16   | Suíça                          |
| 17   | Bielorrússia                   |
| 18   | Brasil                         |
| 19   | Japão                          |
| 20   | Islândia                       |
| 21   | Bahrein                        |
| 22   | Argélia                        |
| 23   | Macedônia do Norte             |
| 24   | Uruguai                        |
| 25   | Tunísia                        |
| 26   | Áustria                        |
| 27   | Chile                          |
| 28   | República Democrática do Congo |
| 29   | Marrocos                       |
| 30   | Angola                         |
| 31   | Coreia do Sul                  |
| 32   | Cabo Verde                     |

|  | Classificado para o Campeonato Mundial de Handebol Masculino de 2023 |

| Campeões Mundiais de Handebol Masculino 2021 · Dinamarca · Segundo Título Elenco: Niklas Landin Jacobsen, Magnus Landin Jacobsen, Magnus Bramming, Emil Jakobsen, Emil Nielsen, Anders Zachariassen, Magnus Saugstrup, Lasse Svan Hansen, Kevin Møller, Henrik Møllgaard, Mads Mensah Larsen, Mikkel Hansen, Morten Olsen, Jóhan Hansen, Lasse Andersson, Nikolaj Øris Nielsen, Jacob Holm, Mathias Gidsel, Simon Hald, Nikolaj Læsø · Treinador: Nikolaj Jacobsen |

| Posição              | Jogador          |
| -------------------- | ---------------- |
| Goleiro              | Andreas Palicka  |
| Ala Esquerdo         | Hampus Wanne     |
| Armador Esquerdo     | Mikkel Hansen    |
| Armador Central      | Jim Gottfridsson |
| Armador Direito      | Mathias Gidsel   |
| Ala Direito          | Ferran Solé      |
| Pivô                 | Ludovic Fabregas |
| Jogador mais valioso | Mikkel Hansen    |

## Estatísticas
| Rank | Nome                  | Gols | Chutes | %  |
| ---- | --------------------- | ---- | ------ | -- |
| 1    | Frankis Marzo         | 58   | 96     | 60 |
| 2    | Sander Sagosen        | 54   | 83     | 65 |
| 3    | Hampus Wanne          | 53   | 71     | 75 |
| 4    | Erwin Feuchtmann      | 49   | 78     | 63 |
| 5    | Mikkel Hansen         | 48   | 69     | 70 |
| 6    | Andy Schmid           | 44   | 80     | 55 |
| 7    | Mohamed Darmoul       | 40   | 49     | 82 |
| 8    | Mathias Gidsel        | 39   | 49     | 80 |
| 8    | Kim Jin-young         | 39   | 72     | 54 |
| 8    | Rodrigo Salinas Muñoz | 39   | 59     | 66 |

| Rank | Nome                     | %  | Defesas | Chutes |
| ---- | ------------------------ | -- | ------- | ------ |
| 1    | Humberto Gomes           | 43 | 33      | 76     |
| 2    | Johannes Bitter          | 36 | 33      | 92     |
| 2    | Urban Lesjak             | 36 | 27      | 76     |
| 2    | Leonel Maciel            | 36 | 57      | 159    |
| 2    | Gonzalo Pérez de Vargas  | 36 | 66      | 182    |
| 6    | Adam Morawski            | 35 | 56      | 158    |
| 6    | Stanislav Tretynko       | 35 | 21      | 60     |
| 8    | Juan Bar                 | 34 | 18      | 53     |
| 8    | Rodrigo Corrales         | 34 | 54      | 160    |
| 8    | Klemen Ferlin            | 34 | 44      | 131    |
| 8    | Björgvin Páll Gústavsson | 34 | 36      | 107    |
| 8    | Kevin Møller             | 34 | 29      | 86     |
| 8    | Andreas Palicka          | 34 | 72      | 213    |
| 8    | Kristian Sæverås         | 34 | 37      | 108    |